# اعتلال نفسي
يُعَد الاعتلال النفسي (بالإنجليزية: Psychopathy) (نق: سايكوباثي)، الذي يُعتبر أحيانًا مرادفًا للاعتلال الاجتماعي ، اضطرابًا في الشخصية يتسم بالاستمرار في السلوك المعادي للمجتمع وضعف التعاطف والندم والسمات الجريئة وغير المقيدة والأنانية. استعملت مدلولات لفظية ومفاهيم مختلفة من الاعتلال النفسي عبر التاريخ وهي متداخلة جزئيًا فقط وقد تكون متناقضة في بعض الأحيان.
إن هيرفي إم كليكلي، وهوطبيب نفسي أمريكي، قد أثر على معايير التشخيص الأولية لرد فعل اضطراب الشخصية المعادية للمجتمع في الدليل التشخيصي والإحصائي للاضطرابات العقلية (DSM)، كما فعل عالم النفس الأمريكي جورج إي بارتريدج. قدم الدليل التشخيصي والإحصائي للأمراض والتصنيف الدولي للأمراض (ICD) لاحقاً تشخيص اضطراب الشخصية المعادية للمجتمع (ASPD) واضطراب الشخصية غير الاجتماعية (DPD) على التوالي، مشيرًا إلى أن هذه التشخيصات تمت الإشارة إليها "أو تشمل ما يشار إليه" على أنها اعتلال نفسي أو اعتلال اجتماعي . كان الدافع وراء إنشاء اضطراب الشخصية المعادية للمجتمع واضطراب الشخصية غير الاجتماعية هو حقيقة أن العديد من السمات الكلاسيكية للاعتلال النفسي كان من المستحيل قياسها بشكل موضوعي. قام عالم النفس الكندي روبرت دي هير في وقت لاحق بإعاد تعميم بناء الاعتلال النفسي في علم الإجرام بواسطة استخدام قائمة تدقيق هير للاعتلال النفسي.
على الرغم من أن منظمة الطب النفسي أو منظمة علم النفس لا تحظر التشخيص تحت عنوان «الاعتلال العقلي» فإن تقييمات خصائص الاعتلال النفسي تستخدم على نطاق واسع ضمن أطر العدالة الجنائية في بعض الدول وقد يكون لها عواقب مهمة بالنسبة للأفراد. تعد دراسة الاعتلال النفسي مجالًا نشطًا للبحث ويستخدم المصطلح أيضًا من قبل عامة الناس والصحافة الشعبية وفي الصور الخيالية. في حين أن المصطلح يستخدم غالبًا في الاستخدام الشائع إلى جانب «مهبول» و«مجنون» و «مريض عقليًا»، إلا أن هناك فرقًا قاطعًا بين الذهان والاعتلال النفسي. 

## التعريف
يعرف الشخص المصاب بالاعتلال النفسي بأنه شخص يعاني من اضطراب عقلي مزمن مع سلوك اجتماعي غير طبيعي أو عنيف.

### المفاهيم
هناك تصورات متعددة للاعتلال النفسي،  بما في ذلك الاعتلال النفسي حسب كليكليان (مفهوم هيرفي كليكلي يستلزم سلوكًا جريئًا وغير مقيّد و «التجاهل الفاسد») والاعتلال النفسي الإجرامي (مفهوم أكثر عدوانية وغير مقيّد يستلزم صراحة سلوكًا إجراميًا مستمرًا وخطيرًا في بعض الأحيان). عادةً ما يتم استخدام المفهوم الأخير كمفهوم سريري حديث ويتم تقييمه بواسطة قائمة مراجعة الاعتلال النفسي. قد يكون للتسمية «معتل عقليًا» تداعيات ووصمة عار مرتبطة بقرارات شدة العقوبة على الأفعال الإجرامية والعلاج الطبي والالتزامات المدنية... إلخ. ولذلك بذلت جهود لتوضيح معنى المصطلح.
يقترح النموذج الثلاثي  أن المفاهيم المختلفة للاعتلال النفسي تؤكد على ثلاث خصائص يمكن ملاحظتها بدرجات مختلفة. تم إجراء التحليلات فيما يتعلق بإمكانية تطبيق أدوات القياس مثل قائمة تدقيق هير للاعتلال النفسي (PCL , PCL-R) وجرد الشخصية المعتلة نفسيا (PPI) على هذا النموذج.
- جرأة . الخوف منخفض بما في ذلك التوتر والتسامح، والتغاضي عن عدم الإلمام والخطر، وارتفاع الثقة بالنفس والاعتداد بالنفس اجتماعيا. تقيس قائمة تدقيق هير للاعتلال النفسي هذا الأمر بشكل سيئ نسبيًا وبشكل أساسي من خلال الواجهة 1 من العامل 1. بشكل مشابه لسيطرة الخوف في جرد الشخصية المعتلة نفسيا. قد تتوافق مع الاختلافات في نواة اللوزة الدماغية والأنظمة العصبية الأخرى المرتبطة بالخوف.[1][4]
- إزالة التثبيط. ضعف السيطرة على الانفعالات بما في ذلك مشاكل التخطيط والبصيرة والافتقار إلى التحكم في التأثير والحث والمطالبة بالإشباع الفوري وضعف القيود السلوكية. على غرار العامل الثاني من قائمة تدقيق هير للاعتلال النفسي وجرد الشخصية المعتلة نفسيا حول الشخصية المضادة للمجتمع الاندفاعية. قد يتوافق مع نقص الفعالية في أنظمة الفص الأمامي التي تشارك في مثل هذا التحكم.[1][4]
- حقارة . الافتقار إلى التعاطف والارتباط الوثيق بالآخرين وازدراء الارتباطات الوثيقة واستخدام القسوة للحصول على التمكين والميول الاستغلالية وتحدي السلطة والبحث عن الإثارة المدمرة. ترتبط قائمة تدقيق هير للاعتلال النفسي بشكل عام بهذا ولكن بشكل خاص يظهر الارتباط واضحا في بعض العناصر في العامل 1. يشبه جرد الشخصية المعتلة نفسيا ولكنه يتضمن أيضًا عناصر من المقاييس الفرعية في الشخصية المضادة للمجتمع الاندفاعية.[1][4]

### القياس
أشار تحليل مبكر ومؤثر أجراه هاريس وزملاؤه إلى أن فئة منفصلة أو تصنيفًا (بالإنجليزية: taxon) قد يكون أساس الاعتلال النفسي حسب قائمة تدقيق هير للاعتلال النفسي وهذا الأمر يسمح بقياسه وتحليله. على أية حال وجد هذا الأمر فقط لدى عناصر العامل السلوكي 2 التي حددوها والسلوكيات المسببة للمشكل لدى الطفل؛ لم يدعم السلوك الإجرامي للبالغين وجود هذا التصنيف. أجرى ماركوس وجون وإيدنز مؤخرًا سلسلة من التحليلات الإحصائية على درجات مؤشر أسعار المنتجين وخلصوا إلى أن الاعتلال النفسي يمكن تصوره بشكل أفضل على أنه «بنية كامنة الأبعاد» مثل الاكتئاب.
لقد كرر ماركوس وآخرون الدراسة على عينة أكبر من السجناء باستخدام قائمة تدقيق هير للاعتلال النفسي والسعي لاستبعاد المشكلات التجريبية أو الإحصائية الأخرى التي قد تكون قد أنتجت نتائج مختلفة سابقًا. وجدوا مرة أخرى أن قياسات الاعتلال النفسي لا يبدو أنها تحدد نوعًا منفصلاً (تصنيف منفصلا). إنهم يقترحون بما أنه لا توجد أغراض قانونية أو غير ذلك من الأغراض العملية فمن الممكن استخدام نقطة حد تعسفية بشأن درجات السمات، وفي الواقع لا يوجد دليل علمي واضح إين هي نقطة الاختلاف الموضوعية التي يمكن من خلالها تصنيف بعض الأشخاص على أنهم «معتلين نفسيا»؛ وبعبارة أخرى يمكن وصف "المعتل نفسيا (بالإنجليزية: psychopaths)" بشكل أكثر دقة بأنه شخص "مريض نفسيًا نسبيًا (بالإنجليزية: relatively psychopathic)".
تم تطوير قائمة تدقيق هير للاعتلال النفسي بغرض الأبحاث وليس لتشخيص الطب الشرعي السريري وحتى حين استخدامه لأغراض البحث لتحسين فهم القضايا الأساسية فمن الضروري فحص أبعاد الشخصية بشكل عام بدلاً من مجرد مجموعة من السمات.

### أبعاد الشخصية
ربطت دراسات الاعتلال النفسي بأبعاد بديلة مثل العداء (مرتفع) والضمير (منخفض) والقلق (منخفض).
تم ربط الاعتلال النفسي أيضًا بالذهان المرتفع - وهو بُعد نظري يشير إلى الميول القاسية أو العدوانية أو العدائية. إن جوانب هذا الذهان المرتفع والتي تظهر مرتبطة بالاعتلال النفسي هي الافتقار إلى التنشئة الاجتماعية والمسؤولية والاندفاع والبحث عن الإحساس (في بعض الحالات) والعدوانية.
يعتقد أوتو كيرنبرغ من منظور تحليلي نفسي معين أنه يجب اعتبار الاعتلال النفسي جزءًا من طيف من النرجسية المرضية والتي قد تتراوح من الشخصية النرجسية في النهاية المنخفضة والنرجسية الخبيثة في الوسط والاعتلال النفسي في النهاية العالية.
إن الاعتلال النفسي والنرجسية والميكيافيلية هي ثلاث سمات شخصية يشار إليها معًا باسم الثالوث المظلم (بالإنجليزية: dark triad) وهي تشترك في بعض الخصائص مثل الأسلوب القاسي في التعامل مع الأشخاص. يشير رباعي الظلام (بالإنجليزية: dark tetrad) إلى هذه السمات الثلاث مع إضافة السمة الرابعة وهي السادية.

### نقد المفاهيم الحالية
إن المفاهيم الحالية للاعتلال النفسي قد تم انتقادها لكونها مفاهيم سيئة وذاتية للغاية وتشمل مجموعة واسعة من الاضطرابات الأساسية. لقد كتبت دوروثي أوتنو لويس:
«إن المفهوم والتشخيص اللاحق لتشخيص» الاعتلال النفسي" في نظر هذا المؤلف أعاقا فهم الإجرام والعنف... وفقًا لهير فإنه في كثير من الحالات لا يحتاج المرء حتى إلى مقابلة المريض. فقط ابحث في سجلاته عن تحديد العناصر التي تبدو مناسبة. هذا هراء. بالنسبة لعقل هذا الكاتب، فإن الاعتلال النفسي ومرادفاته (على سبيل المثال، الاعتلال الاجتماعي والشخصية المعادية للمجتمع) هي تشخيصات كسولة. على مر السنين رأى فريق المؤلفين العشرات من المخالفين الذين قبل خضوعهم للتقييم من قبل المؤلفين قد تم رفضهم باعتبارهم مرضى نفسيين أو ما شابه. وقد كشفت التقييمات النفسية والعصبية والعصبية والنفسية الشاملة والمفصلة عن العديد من العلامات والأعراض والسلوكيات التي تشير إلى اضطرابات مثل اضطراب المزاج ثنائي القطب والفصام واضطرابات الطيف والنوبات الجزئية المعقدة واضطراب الهوية الانفصالية والخَطَلٌ النَوميّ (بالإنجليزية: parasomnia) وبالطبع تلف / خلل وظيفي في الدماغ. "
يتكون نصف قائمة تدقيق هير للاعتلال النفسي من أعراض الهوس والهوس الخفيف وخلل الفص الجبهي مما يؤدي في كثير من الأحيان إلى استبعاد الاضطرابات الكامنة. كما تم انتقاد مفهوم هير عن الاعتلال النفسي لكونه اختزاليًا ورافضًا وحشوًا وجاهلاً للسياق بالإضافة إلى الطبيعة الديناميكية للسلوك البشري. دعا البعض إلى رفض المفهوم كليًا بسبب طبيعته الغامضة والذاتية والحكمية التي تجعله عرضة لسوء الاستخدام.
إن الأفراد المعتلين نفسيا لا يظهرون الأسف والندم. كان يُعتقد أن هذا الأمر يرجع إلى عدم القدرة على توليد هذه المشاعر استجابةً للنتائج السلبية. ومع ذلك في عام 2016 وجد أن الأشخاص الذين يعانون من اضطراب الشخصية المعادية للمجتمع و اضطراب الشخصية المعادية للمجتمع واضطراب الشخصية الانفصالية يعانون من الندم لكنهم لم يستخدموا الندم لتوجيه اختيارهم في السلوك. لم يكن هناك نقص في الندم ولكن كانت هناك مشكلة في التفكير في مجموعة من الإجراءات المحتملة وتقدير قيم النتائج.
في تجربة نُشرت في مارس 2007 في جامعة جنوب كاليفورنيا، أظهر عالم الأعصاب أنطونيو داماسيو وزملاؤه أن الأشخاص الذين أصيبوا بأضرار في قشرة الفص الجبهي البطني الأنسي يفتقرون إلى القدرة على الشعور العاطفي وصولا في طريقهم إلى الإجابات الأخلاقية وذلك الأمر يحدث أيضا عند مواجهتهم لمعضلات أخلاقية، إن هؤلاء المرضى المصابون بأضرار دماغية ينتهون في نهاية المطاف إلى أجابات باردة «الغاية تبرر الوسيلة» وهذا الأمر هو ما دفع داماسيو إلى استنتاج أن النقطة لم تكن أنهم توصلوا إلى استنتاجات غير أخلاقية ولكن عندما واجهتهم مشكلة صعبة - في هذه الحالة مثل ما إذا كان سيتم إسقاط طائرة ركاب خطفها الإرهابيون قبل أن تضرب مدينة كبيرة - يبدو أن هؤلاء المرضى يتوصلون إلى قرارات دون القلق الذي يصيب أولئك الذين لديهم أدمغة تعمل بشكل طبيعي. وفقًا لأدريان رين، وهو عالم الأعصاب السريري أيضًا في جامعة جنوب كاليفورنيا، فإن أحد آثار هذه الدراسة هو أنه قد يتعين على المجتمع إعادة التفكير في كيفية الحكم على الأشخاص غير الأخلاقيين: «غالبًا ما لا يشعر الأشخاص المصابون بالاعتلال النفسي بأي تعاطف أو ندم. بدون هذا الوعي يبدو أن الأشخاص الذين يعتمدون حصريًا على التفكير يجدون صعوبة في شق طريقهم عبر الغابة الأخلاقية. هل يعني ذلك أنه يجب إخضاعهم لمعايير مختلفة للمساءلة؟»[بحاجة لمصدر]

## العلامات والأعراض
من الناحية الاجتماعية يُعبّر الشخص المصاب بالاعتلال النفسي عن السلوكيات القاسية والمتلاعبة لخدمة الذات دون أي اعتبار للآخرين وغالبًا ما يرتبط بالجنوح المتكرر والجريمة والعنف. من الناحية العقلية تم العثور على ضعف في العمليات المتعلقة بالتأثير والإدراك وخاصة العمليات العقلية المتعلقة بالأمور الاجتماعية لدى المصابين بهذا الاضطراب. من الناحية التنموية تم التعرف على أعراض الاعتلال النفسي لدى الأطفال الصغار المصابين باضطراب السلوك وهي توحي بعامل بنيوي جزئي على الأقل يؤثر على تطوره.

### الاعتداء

#### الإجرام

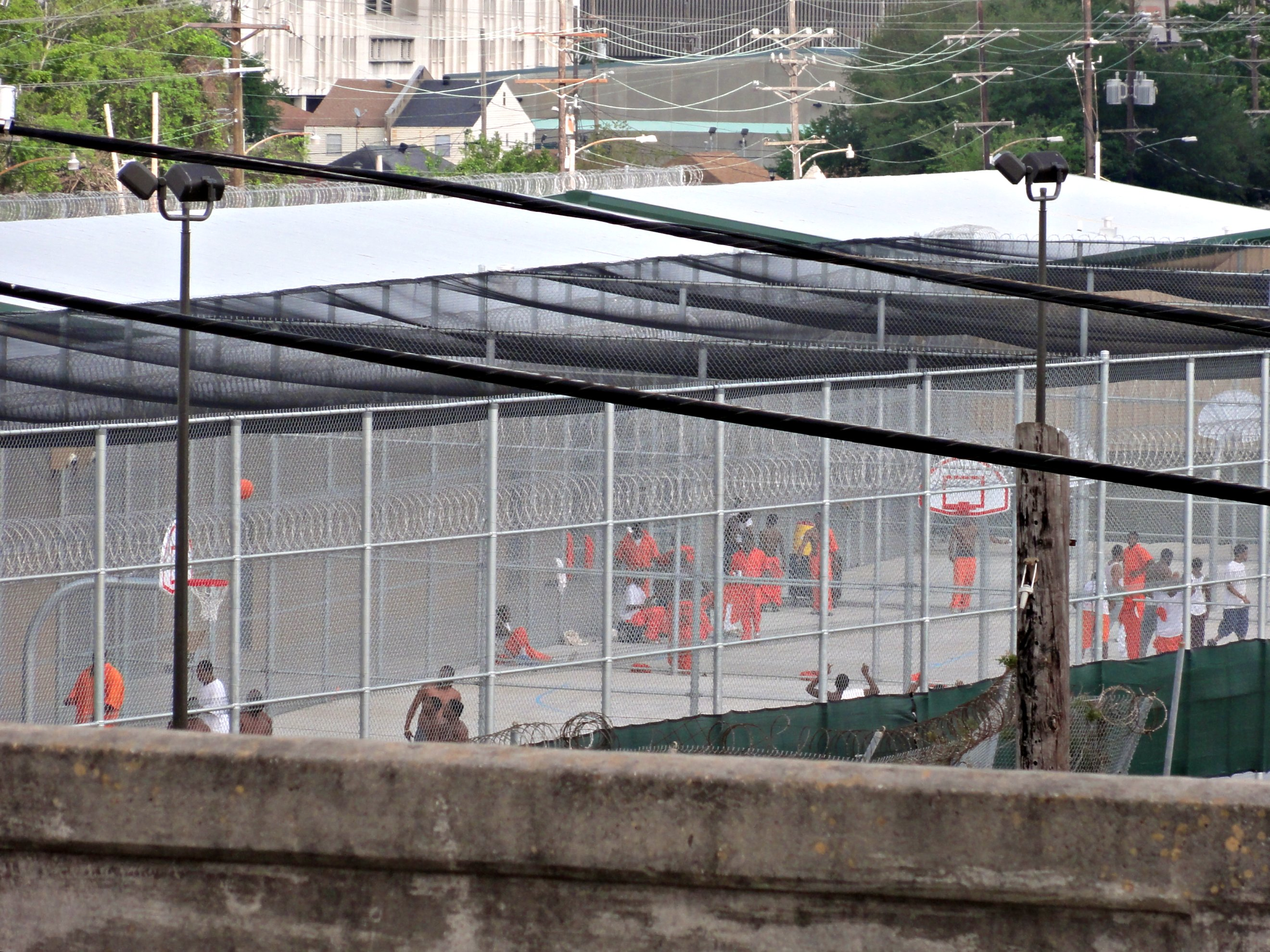
يرتبط الاعتلال النفسي ارتباطًا وثيقًا بالجريمة والعنف والسلوك غير الاجتماعي.

فيما يتعلق بالارتباطات البسيطة، ينص دليل قائمة تدقيق هير للاعتلال النفسي على متوسط بلغ 22.1 درجة تم العثور عليها في عينات سجناء أمريكا الشمالية وأن 20.5٪ منهم سجل 30 درجة أو أعلى. وجد تحليل لعينات السجناء من خارج أمريكا الشمالية قيمة متوسطة أقل إلى حد ما بلغت 17.5 درجة. توصلت الدراسات إلى أن درجات الاعتلال النفسي ترتبط بالسجن المتكرر والاحتجاز ضمن إجراءات أمنية مشددة والمخالفات التأديبية وتعاطي المخدرات.
إن الاعتلال النفسي كما تم قياسه باستخدام قائمة تدقيق هير للاعتلال النفسي في الإعدادات المؤسسية وفي التحليلات التلوية يُظهر أحجام تأثير صغيرة إلى متوسطة مع سوء السلوك المؤسسي أو جريمة ما بعد الإفراج أو جرائم العنف اللاحقة للإفراج مع تأثيرات مماثلة للنتائج الثلاث. تعطي الدراسات الفردية نتائج مماثلة للمجرمين البالغين وعينات الطب النفسي الشرعي وعينات المجتمع والشباب. تعتبر قائمة تدقيق هير للاعتلال النفسي أكثر فقراً في التنبؤ بإعادة الاعتداء الجنسي. يبدو أن هذا التأثير الصغير إلى المتوسط يرجع إلى حد كبير إلى عناصر المقياس التي تقيم السلوكيات الاندفاعية والتاريخ الإجرامي الماضي وهي عوامل خطر راسخة ولكنها عامة جدًا. إن جوانب الشخصية الجوهرية التي غالبًا ما تُظهِر على أن الشخص مختل عقليًا بشكل واضح فإن هذه الجوانب بحد ذاتها تبدي ارتباطًا تنبؤيًا ضئيلًا أو معدومًا بالجريمة بحد ذاتها. على سبيل المثال إن العامل 1 من قائمة تدقيق هير للاعتلال النفسي والهيمنة الجريئة لجرد الشخصية المعتلة نفسيا لهما علاقة أصغرية أو لا علاقة لها بالجريمة بما في ذلك الجريمة العنيفة. في المقابل يرتبط العامل 2 والمناهضة الاندفاعية في جرد الشخصية المعتلة نفسيا بقوة أكبر بالإجرام. إن للعامل 2 علاقة قوة مماثلة لتلك الخاصة بقائمة تدقيق هير للاعتلال النفسي ككل. لا يزال الجانب المعادي للمجتمع من قائمة تدقيق هير للاعتلال النفسي ينبئ بالعنف المستقبلي بعد السيطرة على السلوك الإجرامي السابق والذي جنبًا إلى جنب مع النتائج المتعلقة بجرد الشخصية المعتلة نفسيا التي لا تتضمن السلوك الإجرامي السابق تشيران إلى أن السلوكيات الاندفاعية هي عامل خطر مستقل. وبالتالي قد يكون أداء مفهوم الاعتلال النفسي ضعيفًا عند محاولة استخدامه كنظرية عامة للجريمة.

#### العنف
اقترحت الدراسات وجود علاقة قوية بين درجات الاعتلال النفسي والعنف، وتؤكد قائمة تدقيق هير للاعتلال النفسي على السمات التي تنبئ إلى حد ما بالسلوك العنيف. ومع ذلك فقد لاحظ الباحثون أن الاعتلال النفسي لا يمكن فصله عن العنف وليس مرادفًا له.
لقد اقترح أن الاعتلال النفسي مرتبط بالعدوان «الأداتي» المعروف أيضًا باسم العدوان المفترس أو الاستباقي أو «بدم بارد»، وهو شكل من أشكال العدوان يتسم بانخفاض المشاعر ويكون حصوله بهدف يختلف عن ارتكاب الأذى ولكن يسهله. من خلال دراسة أجريت بهذا الصدد عام 2002 على مرتكبي جرائم القتل توصل إلى أحد الاستنتاجات والتي أفادت بأن جرائم القتل المرتكبة من قبل المجرمين القتلة المصابين بالاعتلال النفسي كانت دائمًا (93.3 ٪) تقريبًا لأسباب ذرائعية في المقام الأول وهي أكثر بكثير من تلك النسبة (48.4 ٪) الحاصلة للجرائم المرتكبة من قبل المجرمين القتلة غير المعتلين نفسيا مع أداة القتل المرتبطة أيضًا بإجمالي درجة قائمة تدقيق هير للاعتلال النفسي للجاني بالإضافة إلى درجاتهم على بُعد العامل 1 «التأثرية بين الأشخاص». ومع ذلك، على عكس هذه المعادلة التي تعني حصريًا «بدم بارد»، فإن أكثر من ثلث جرائم القتل التي ارتكبها الجناة المصابين بالاعتلال النفسي تضمنت بعض مكونات التفاعل العاطفي أيضًا. على أي حال، يشير محققو مكتب التحقيقات الفيدرالي إلى أن إصابة الضحية الخطيرة هي بشكل عام جريمة عاطفية، وبعض الأبحاث تدعم ذلك، على الأقل فيما يتعلق بالاعتداء الجنسي. وجدت إحدى الدراسات أنه بالنظر إلى المتوسط نجد إن المخالفات الأكثر خطورة ارتكبت من قبل المجرمين غير المصابين بالاعتلال النفسي مقارنة مع الجرائم التي ارتكبها المجرمون الذين يعانون من الاعتلال النفسي (على سبيل المثال المزيد من جرائم القتل مقابل المزيد من السطو المسلح وجرائم الملكية) ودراسة أخرى بينت أن الجانب العاطفي من قائمة تدقيق هير للاعتلال النفسي تنبأ بانخفاض خطورة الجريمة.
ولقد وجدت الدراسات التي أجريت على مرتكبي العنف المنزلي أن المعتدين لديهم درجات عالية من الاعتلال النفسي مع انتشار يقدر بحوالي 15-30 ٪. علاوة على ذلك يرتبط ارتكاب العنف المنزلي بالعامل 1 من قائمة تدقيق هير للاعتلال النفسي الذي يصف أوجه القصور العاطفي وأسلوب التعامل مع الأشخاص القاسي والاستغلالي الموجود في الاعتلال النفسي. يشير انتشار الاعتلال النفسي بين المعتدين المنزليين إلى أن الخصائص الأساسية للاعتلال النفسي، مثل التصلب والقسوة والافتقار إلى الروابط الشخصية الوثيقة تهيئ أولئك الذين يعانون من الاعتلال النفسي لارتكاب العنف المنزلي، وتشير أيضا إلى أن الانتهاكات المنزلية المرتكبة من قبل هؤلاء الأفراد تتم بقسوة (أي عدوانية باستخدام الأدوات) بدلاً من مجرد حالة عدوان عاطفي لوحده وبالتالي قد لا يكون مناسباً لأنواع التدخلات النفسية والاجتماعية التي تُمنح عادة لمرتكبي العنف المنزلي.
يقترح بعض الأطباء أن تقييم بناء الاعتلال النفسي لا يضيف بالضرورة قيمة لتقييم مخاطر العنف. وجدت مراجعة منهجية كبيرة وانحدار تلوي أن قائمة تدقيق هير للاعتلال النفسي كانت يؤدي أفقر تسعة أدوات للتنبؤ بالعنف. بالإضافة إلى ذلك تُظهر الدراسات التي أجراها مؤلفو أو مترجمو إجراءات التنبؤ بالعنف، بما في ذلك قا ئمة تدقيق هير للاعتلال النفسي، في المتوسط نتائج أكثر إيجابية من تلك التي أجراها محققون مستقلون. هناك العديد من أدوات تقييم المخاطر الأخرى التي يمكن أن تتنبأ بمزيد من الجرائم بدقة مماثلة لقائمة تدقيق هير للاعتلال النفسي وبعضها أسهل وأسرع وأقل تكلفة في إدارتها. قد يتم ذلك تلقائيًا عن طريق جهاز حاسوب يعتمد ببساطة على بيانات مثل العمر والجنس وعدد الإدانات السابقة وعمر الإدانة الأولى. قد تحدد بعض هذه التقييمات أيضًا تغيير العلاج وأهدافه وتحديد التغييرات السريعة التي قد تساعد في تقصير مدى العلاج وتحديد أنواع ذات نوعية أكثر من العنف والتي قد تكون معرضة لخطر الحدوث وربما تكون قد أسست لتحديد احتمالات محددة للجريمة التي يمكن أن تقع تبعا للدرجات المسجلة المحددة. ومع ذلك قد تستمر قائمة تدقيق هير للاعتلال النفسي في الانتشار في تقييم المخاطر بسبب دورها الرائد والكم الهائل من الأبحاث التي يتم إجراؤها باستخدامها.
أفاد مكتب التحقيقات الفيدرالي أن السلوك المعتل نفسيا يتوافق مع السمات الشائعة لبعض القتلة المتسلسلين بما في ذلك السعي وراء الإحساس والافتقار إلى الندم أو الذنب والاندفاع والحاجة إلى السيطرة والسلوك المفترس. كما وجد أن ضحايا قتل المجرمين المعتلين نفسياً كانوا من الإناث بشكل غير متناسب مقارنة بالتوزيع تبعا للجنس الأكثر إنصافًا لضحايا الجناة غير المعتلين نفسيا.

#### الاعتداء الجنسي
ارتبط الاعتلال النفسي بارتكاب جرائم جنسية حيث يجادل بعض الباحثين بأنه مرتبط بتفضيل السلوك الجنسي العنيف. وجدت دراسة أجريت عام 2011 حول الإفراج المشروط عن المجرمين الاتحاديين الذكور الكنديين أن الاعتلال النفسي كان مرتبطا بجرائم أكثر عنفًا وجرائم غير عنيفة ولكن ليس مرتبطا بوقوع المزيد من الجرائم الجنسية.  بالنسبة للمتحرشين بالأطفال ارتبط الاعتلال النفسي بوقوع المزيد من الجرائم. وجدت دراسة أن هناك علاقة بين درجات الاعتلال النفسي وفق قائمة تدقيق هير للاعتلال النفسي وأنواع العدوان وذلك في عينة من القتلة الجنسيين حيث:
- حصل 84.2٪ من العينة على درجات أعلى من 20
- وحصل 47.4٪ من العينة على درجات أعلى 30

ووجدت الدراسة أن 82.4٪ من الأشخاص الذين حصلوا على درجات أعلى من 30 لديهم تورط في ممارسة عنف سادي (حيث يعرف العنف السادي يُعرَّف على أنه الاستمتاع الذي يشير إليه التقرير الذاتي أو الدليل) مقارنة بـ 52.6 ٪ من أولئك الأشخاص الذين حصلوا على درجات أقل من 30، وإيضا وجدت الدراسة أن إجمالي درجات العامل 1 من قائمة تدقيق هير للاعتلال النفسي مرتبط بشكل كبير بالعنف السادي. على الرغم من ذلك يُذكر أن الجناة الذين يعانون من الاعتلال النفسي (كل من الجناة الجنسيين وغير الجنسيين) هم أكثر عرضة بمقدار 2.5 مرة للإفراج المشروط مقارنة بالمجرمين غير المصابين بالاعتلال النفسي.
كشف هيلدبراند وزملاؤه (2004) عن وجود تفاعل بين الاعتلال النفسي والمصالح الجنسية المنحرفة، حيث تبين أن أولئك الذين يعانون من الاعتلال النفسي والذين يؤيدون الاهتمامات الجنسية المنحرفة هم أكثر عرضة للتراجع الجنسي. وقد قام التحليل التلوي اللاحق بتوحيد هذه النتيجة.
عند النظر في مسألة إعادة لم شمل بعض مرتكبي الجرائم الجنسية في المنازل مع أحد الوالدين-غير المعتدي جنسيا والأطفال فقد تم تقديم النصيحة بأن أي مرتكب لجريمة جنسية له تاريخ إجرامي كبير يجب إعادة تقييمه باستخدام قائمة تدقيق هير للاعتلال النفسي فإذا حصل على 18 درجة أو أعلى يجب حينها استبعاد أي اعتبار لوضعه في المنزل مع أطفال تحت أي ظرف من الظروف. ومع ذلك هناك قلق متزايد من أن درجات قائمة تدقيق هير للاعتلال النفسي غير متسقة للغاية بين الفاحصين المختلفين بما في ذلك عند استخدامها في تقييم مرتكبي الجرائم الجنسية.

#### اعتداءات أخرى
ارتبط احتمال الاعتلال النفسي بالجريمة المنظمة والجريمة الاقتصادية وجرائم الحرب. يُعتبر الإرهابيون في بعض الأحيان مضطربين عقليًا ويمكن إجراء مقارنات باستخدام سمات مثل:
- العنف المعادي للمجتمع
- نظرة عالمية أنانية تمنع رفاهية الآخرين
- نقص الندم أو الذنب
- إلقاء اللوم على الخارج.

ومع ذلك، يجادل جون هورغان مؤلف كتاب «علم نفس الإرهاب» بأن مثل هذه المقارنات يمكن أيضًا أن تكون أوسع نطاقًا: على سبيل المثال، الجنود في الحروب. يتطلب النشاط الإرهابي المنسق تنظيمًا وولاءً وتعصبًا أيديولوجيًا في كثير من الأحيان إلى أقصى حد من التضحية بالنفس من أجل قضية أيديولوجية. قد تؤدي سمات مثل التصرف المتمركز حول الذات وعدم الموثوقية وضعف الضوابط السلوكية والسلوكيات غير المعتادة إلى الإضرار بالأفراد المصابين بالاعتلال النفسي أو منعهم من القيام بالإرهاب المنظم.
قد يكون جزء كبير من الأشخاص المصابين بهذا الاضطراب ناجحين اجتماعيًا ويميلون إلى التعبير عن سلوكهم المعادي للمجتمع من خلال طرق أكثر سرية مثل التلاعب الاجتماعي أو جرائم ذوي الياقات البيضاء. يُشار إلى هؤلاء الأفراد أحيانًا باسم «المصابين بالاعتلال النفسي الناجحين» وقد لا يكون بالضرورة دائمًا أن نجد لديهم تاريخ طويل من السلوك المعادي للمجتمع التقليدي باعتباره سمة من سمات الاعتلال النفسي التقليدية.

### أسلاف الطفولة والمراهقة
إن قائمة تدقيق هير للاعتلال النفسي: YV هو تعديل لقائمة تدقيق هير للاعتلال النفسي للأفراد الذين تتراوح أعمارهم بين 13 و 18 عامًا. إن قائمة تدقيق هير للاعتلال النفسي: YV هي مشابهة لقائمة تدقيق هير للاعتلال النفسي ولكن يتم إجراؤها بواسطة مقيم مدرب بناءً على مقابلة وفحص السجلات الجنائية وغيرها. إن «جهاز فحص العمليات المعادية للمجتمع» (APSD) هو أيضًا تعديل لقائمة تدقيق هير للاعتلال النفسي. يمكن أن تجرى من قبل الآباء أو المعلمين للأفراد الذين تتراوح أعمارهم بين 6 سنوات - 13 سنة. إن درجات الاعتلال النفسي العالية لكل من الأحداث، كما تم قياسها باستخدام هذه الأدوات، والبالغين، كما تم قياسها باستخدام قائمة تدقيق هير للاعتلال النفسي وأدوات القياس الأخرى، تبين أن لها ارتباطات مماثلة مع متغيرات أخرى، بما في ذلك القدرة المماثلة في التنبؤ بالعنف والإجرام. قد يرتبط الاعتلال النفسي للأحداث أيضًا بمزيد من الانفعالات السلبية مثل الغضب والعداء والقلق والاكتئاب. عادةً ما تشتمل سمات الاعتلال النفسي لدى الشباب على ثلاثة عوامل:
1. قاس / غير عاطفي
2. النرجسية
3. الاندفاع / اللامسؤولية.[63][64]

هناك علاقة إيجابية بين أحداث الحياة السلبية المبكرة لمن هم في عمر بين 0 سنة - 4 سنوات والجوانب العاطفية القائمة على الاعتلال النفسي. هناك ارتباطات متوسطة إلى عالية بين تصنيفات المصابين بالاعتلال النفسي من الطفولة المتأخرة إلى المراهقة المبكرة. تكون الارتباطات أقل بكثير من مرحلة المراهقة المبكرة أو المتوسطة إلى مرحلة البلوغ. في إحدى الدراسات كانت معظم أوجه التشابه بين مقياس السلوك الاندفاعي والمقياس المعادي للمجتمع. من بين هؤلاء المراهقين والذين سجلوا أعلى 5٪ من الدرجات بالنسبة للاعتلال النفسي في سن 13، فإن أقل من الثلث (29٪) قد تم تصنيفهم على أنهم مرضى نفسيين في سن 24. وجدت بعض الدراسات الحديثة أيضًا قدرة أضعف في التنبؤ بجرائم البالغين على المدى الطويل.

#### اضطراب السلوك
يتم تشخيص اضطراب السلوك بناءً على نمط طويل من السلوك المعادي للمجتمع في مرحلة الطفولة و / أو المراهقة، ويمكن اعتباره مقدمة لاضطراب الشخصية المعادية للمجتمع. تكهن بعض الباحثين بأن هناك نوعين فرعيين من اضطراب السلوك يميزان المسارات التنموية المزدوجة للاعتلال النفسي لدى البالغين. يسمح الدليل التشخيصي والإحصائي للاضطرابات النفسية بالتمييز بين بداية الطفولة قبل سن العاشرة وظهور المراهق في سن العاشرة وما بعدها. يُقال إن بداية الطفولة تكون أكثر بسبب اضطراب الشخصية الناجم عن العجز العصبي الذي يتفاعل مع بيئة معاكسة. بالنسبة للكثيرين، ولكن ليس كلهم، ترتبط بداية الطفولة بما هو موجود في نظرية تيري موفيت التطورية للجريمة والتي يشار إليها بالسلوك المعادي للمجتمع «مدى الحياة» وكذلك بالوضع الصحي والاقتصادي السيئ. يُقال إن بداية المراهقين ترتبط عادةً بالسلوك المعادي للمجتمع على المدى القصير.
لقد تم اقتراح أن الجمع بين اضطراب السلوك المبكر واضطراب فرط الحركة ونقص الانتباه قد يكون مرتبطًا بالسلوكيات المعادية للمجتمع المستمرة في مسار الحياة بالإضافة إلى الاعتلال النفسي. هناك أدلة على أن هذا التشارك أكثر عدوانية ومعاداة للمجتمع من أولئك الذين يعانون من اضطراب السلوك وحده. ومع ذلك فهي ليست مجموعة مميزة بشكل خاص لأن الغالبية العظمى من الأطفال الصغار المصابين باضطراب السلوك يعانون أيضًا من اضطراب فرط الحركة ونقص الانتباه. تشير بعض الأدلة إلى أن هذه المجموعة لديها عيوب في التثبيط السلوكي على غرار عجز البالغين المصابين باضطراب نفسي. إن مجموعة المصابين بتشارك اضطراب السلوك المبكر واضطراب فرط الحركة ونقص الانتباه قد لا يكونوا أكثر عرضة من أولئك الذين يعانون من اضطراب السلوك وحده وذلك بسبب امتلاك السمات الشخصية / العاطفية والعجز في المعالجة العاطفية المميزة للبالغين المصابين باعتلال عقلي. رأى أنصار الأنواع / الأبعاد المختلفة من الاعتلال النفسي أن هذا النوع من المحتمل أن يكون متطابقًا مع الاعتلال النفسي الثانوي لدى البالغين وزيادة التثبيط في النموذج الثالثي.
يتضمن الدليل التشخيصي والإحصائي للاضطرابات النفسية - الطبعة الخامسة محددًا لأولئك الذين يعانون من اضطراب السلوك والذين يظهرون أيضًا أسلوبًا قاسًا وغير عاطفي بين الأشخاص عبر إعدادات وعلاقات متعددة. يعتمد المحدد على بحث يشير إلى أن أولئك الذين يعانون من اضطراب السلوك والذين يستوفون أيضًا معايير المحدد يميلون إلى أن يكون لديهم شكل أكثر حدة من الاضطراب مع بداية مبكرة بالإضافة إلى استجابة مختلفة للعلاج. رأى أنصار الأنواع / الأبعاد المختلفة من الاعتلال النفسي أن هذا ربما يتوافق مع الاعتلال النفسي الأولي لدى البالغين وزيادة الجرأة و / أو النذالة في النموذج الثالثي.

### الصفات العقلية

#### المعرفة
ارتبطت الاختلالات في قشرة الفص الجبهي ومناطق اللوزة في الدماغ بضعف التعلم المحدد في الاعتلال النفسي. منذ الثمانينيات ربط العلماء إصابات الدماغ الرضحية، بما في ذلك الأضرار التي لحقت بهذه المناطق، بالسلوك العنيف والمضطرب نفسيا. إن المرضى المصابون بأضرار في مثل هذه المناطق يشبهون «الأفراد المصابين بالاعتلال النفسي» الذين كانت أدمغتهم غير قادرة على اكتساب المعرفة الاجتماعية والأخلاقية؛ قد يواجه أولئك الأشخاص الذين أصيبوا بالضرر عندما كانوا أطفالًا بصعوبة في تصور التفكير الاجتماعي أو الأخلاقي، في حين أن أولئك الذين يعانون من ضرر مكتسب من الكبار قد يكونون على دراية بالسلوك الاجتماعي والأخلاقي السليم ولكنهم غير قادرين على التصرف بشكل مناسب وقد تؤدي الاختلالات في اللوزة الدماغية والقشرة الأمامية الجبهية البطنية أيضًا إلى إضعاف التعلم المعزز بالمنبهات لدى المرضى النفسيين، سواء أكان قائمًا على العقوبة أو على أساس المكافأة. يبدو أن الأشخاص الذين حصلوا على 25 درجة أو أعلى في قائمة تدقيق هير للاعتلال النفسي مع وجود قصة مرتبطة بالسلوك العنيف قد أظهروا قلة كبيرة لتكامل البنية المجهرية المتوسطة في حزمهم غير المحددة - المادة البيضاء التي تربط اللوزة والقشرة الجبهية الحجاجية. هناك أدلة من صورة الانتشار في الرنين المغناطيسي (بالإنجليزية: اختصارا DT-MRI) على حدوث انهيار في روابط المادة البيضاء بين هاتين المنطقتين المهمتين.
على الرغم من أن بعض الدراسات قد اقترحت وجود علاقات عكسية بين الاعتلال النفسي والذكاء بما في ذلك ما يتعلق بمعدلات الذكاء اللفظي، ويذكر هير ونيومان أن الأدبيات الكبيرة تظهر فقط ارتباطًا ضعيفًا بين المصابين بالاعتلال النفسي ومعدل الذكاء مشيرة إلى أن الرائد الأول كليكلي شمل وجود معدلات ذكاء جيدة لدى المصابين بالاعتلال النفسي في كتابه. إن القائمة المرجعية تعزي السبب لوجود تحيز الاختيار (وذلك نظرًا لأن العديد من مرضاه كانوا «متعلمين جيدًا ومن خلفيات من الطبقة الوسطى أو الطبقة العليا») وأنه «لا يوجد سبب نظري واضح لعلاقة الاضطراب الذي وصفه كليكلي أو غيره من الأطباء بالذكاء؛ بعض المصابين بالاعتلال النفسي بارعين، والبعض الآخر أقل شهرة». تشير الدراسات أيضًا إلى أن الجوانب المختلفة لتعريف الاعتلال النفسي (على سبيل المثال المكونات الشخصية والعاطفية والسلوكية ونمط الحياة) يمكن أن تظهر روابط مختلفة للذكاء، ويمكن أن تعتمد النتيجة على نوع تقييم الذكاء (على سبيل المثال الذكاء اللفظي والإبداعي والعملي والتحليلي).

#### المعرفة والشعور العاطفي
إن مجموعة كبيرة من الأبحاث تشير أن الاعتلال النفسي مرتبط مع ردود فعل غير نموذجية لمنبهات الشدة (مثل تعابير الوجه والتعابير الصوتية للخوف والحزن)، بما في ذلك نقص تفعيل المناطق القشرية مغزلية الشكل والمناطق القشرية خارج الجسم المخطط التي قد تكون مسؤولة جزئيا عن الخلل في المعرفة وانخفاض الاستجابة اللاإرادية لتعابير مع ضعف التعاطف. إن الأوجه الحيوية الأساسية لمعالجة تعابير السعادة تكون سليمة وظيفيًا لدى المصابين بالاعتلال النفسي على الرغم من أنها أقل استجابة من تلك الموجودة في مجموعة الضبط. إن أدبيات التصوير العصبي غير واضحة في تحديد فيما إذا كانت أوجه القصور خاصة بمشاعر معينة مثل الخوف. يشير النمط العام للنتائج عبر الدراسات إلى أن الأشخاص الذين تم تشخيص إصابتهم باعتلال نفسي يظهرون انخفاضًا في نشاط التصوير بالرنين المغناطيسي والرنين المغناطيسي الوظيفي والرنين المغناطيسي المضخم وفحص التصوير المقطعي بالإصدار البوزيتروني والتصوير المقطعي المحوسب بانبعاث الفوتون الواحد في مناطق الدماغ. أظهرت الأبحاث أيضًا أن حجم اللوزة الدماغية (بالإنجليزية: amygdala) التي بدت أصغر بنسبة 18٪ تساهم في انخفاض الإحساس العاطفي بشكل ملحوظ فيما يتعلق بالخوف والحزن، من بين المشاعر السلبية الأخرى، وهذا الأمر قد يكون سببًا يفسر كون الأفراد المصابين بالاعتلال النفسي لديهم تعاطف أقل. أفادت بعض دراسات الرنين المغناطيسي الوظيفي الحديثة أن عيوب الإدراك العاطفي في الاعتلال النفسي منتشرة عبر المشاعر (الإيجابية والسلبية). كما أظهرت الدراسات التي أجريت على الأطفال ذوي الميول للاعتلال النفسي مثل هذه الارتباطات. وجدت التحليلات التلوية أيضًا دليلًا على ضعف في التعرف على المشاعر الصوتية والوجهية للعديد من المشاعر (أي ليس فقط الخوف والحزن) لدى كل من البالغين والأطفال / المراهقين.

#### الحكم الأخلاقي
ارتبط الاعتلال النفسي باللاأخلاق أي غياب أو عدم الاكتراث أو تجاهل للمعتقدات الأخلاقية. هناك القليل من البيانات الثابتة حول أنماط الحكم الأخلاقي. وجدت دراسات المستوى التطوري (الرقي) للتفكير الأخلاقي جميع النتائج الممكنة لدى الأشخاص المصابين بالاعتلال النفسي - أقل أو أعلى أو مماثلة لغير المصابين بالاعتلال النفسي. وجدت الدراسات التي قارنت الأحكام المتعلقة بالتجاوزات الأخلاقية الشخصية مقابل الأحكام المخالفة للقواعد أو القوانين التقليدية أن المصابين بالاعتلال النفسي صنفوها على أنها متساوية في الشدة، في حين صنف غير المصابين بالاعتلال النفسي كسر القواعد على أنه أقل خطورة.
وجدت دراسة تقارن بين الأحكام حول ما إذا كان سيتم اعتماد الضرر الشخصي أو غير الشخصي من أجل تحقيق الحد الأقصى المنطقي (النفعي) من الرفاهية أنه لا توجد فروق ذات دلالة إحصائية بين الأشخاص المصابين بدرجة مرتفعة أو منخفضة من الاعتلال النفسي. ومع ذلك، وجدت دراسة أخرى باستخدام نفس الاختبارات أن السجناء الذين حصلوا على درجات عالية في قائمة تدقيق هير للاعتلال النفسي كانوا أكثر عرضة لتأييد الأذى غير الشخصي أو انتهاكات القواعد من مجموعات الضبط غير المصابة بالاعتلال النفسي. إن المجرمين المصابين بالاعتلال النفسي الذين سجلوا درجات منخفضة في القلق كانوا أيضًا بشكل وسطي أكثر استعدادًا لتأييد الضرر الشخصي.
عند تقييم الحوادث حيث يقوم شخص بإيذاء شخص آخر عن غير قصد اعتبر المصابون بالاعتلال النفسي أن مثل هذه الأفعال مسموح بها أخلاقياً. تم اعتبار هذه النتيجة انعكاسًا لفشل المصابين بالاعتلال النفسي في تقدير الجانب العاطفي للتجربة الضارة للضحية.

## الأسباب
حددت دراسات علم الوراثة السلوكي العوامل المساهمة الوراثية وغير الوراثية المحتملة والتي تساهم في حدوث الاعتلال النفسي بما في ذلك التأثيرات على وظائف المخ. يعتقد أنصار النموذج الثالثي أن الاعتلال النفسي ينتج عن التفاعل بين الاستعدادات الوراثية وبيئة معاكسه. إن ما يمكن اعتباره بيئة معاكسة قد يختلف اعتمادًا على الاستعداد الأساسي: على سبيل المثال، يُفترض أن الأشخاص الذين يتمتعون بجرأة عالية قد يستجيبون بشكل سيئ للعقاب ولكن قد يستجيبون بشكل أفضل للمكافآت والمرفقات الآمنة.

### وراثية
وجدت دراسات علم الوراثة السلوكي حول خصائص الشخصية النموذجية للأفراد المصابين باعتلال نفسي أن هناك تأثيرات وراثية معتدلة (وكذلك تأثيرات غير وراثية). وجد باستخدام اختبار جرد الشخصية المعتلة نفسيا أن سيطرة غياب الخوف والعدائية القسرية المضادة للمجتمع قد تأثرت بالعوامل الوراثية وهي غير مرتبطة ببعضها البعض. قد تؤثر العوامل الوراثية بشكل عام على تطور الاعتلال النفسي بينما تؤثر العوامل البيئية على التعبير المحدد عن السمات السائدة. في دراسة أجريت على مجموعة كبيرة من الأطفال تبين وجود أكثر من 60٪ من حالات التوريث «للسمات القاسية غير العاطفية» وأن مشاكل السلوك بين الأطفال الذين لديهم هذه السمات كان لها حالات توريث أعلى مما هي عليه لدى الأطفال الذين ليس لديهم هذه السمات.

### بيئية

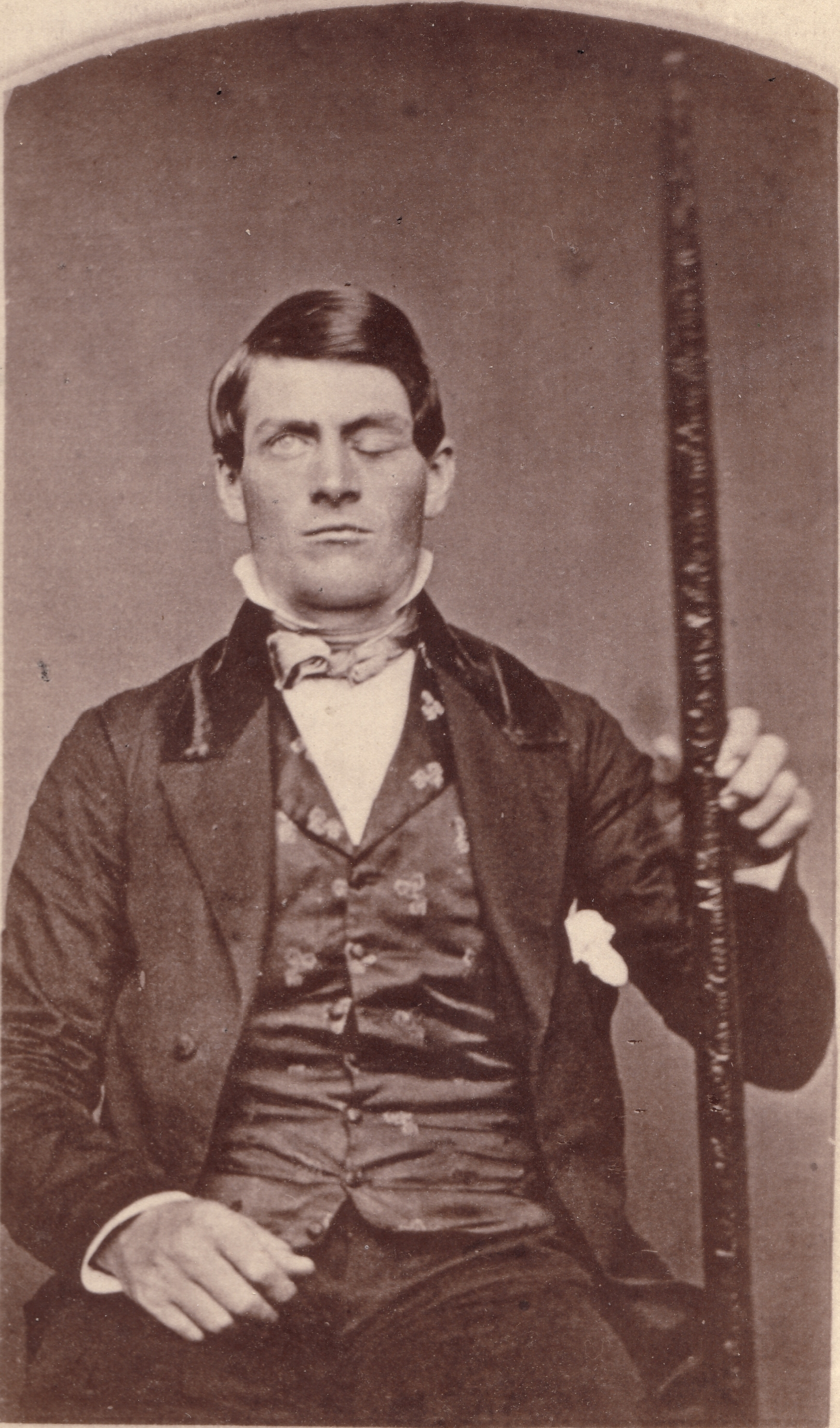
من خلال حوادث مثل حادث فينياس غيج أصبح من المعروف أن قشرة الفص الجبهي تلعب دورًا مهمًا في السلوك الأخلاقي.

إن دراسة أجراها فارينغتون Farrington لعينة من الذكور في لندن متبوعة بين سن 8 و 48 سنة تضمنت دراسة العوامل التي سجلت 10 أو أكثر على قائمة تدقيق هير للاعتلال النفسي: SV في سن 48. تضمنت أقوى العوامل:
- وجود والد مُدان
- الإهمال الجسدي
- انخفاض مشاركة الأب مع الصبي
- انخفاض دخل الأسرة،
- الانتماء إلى أسرة مفككة.

ومن العوامل المهمة الأخرى:
- ضعف الإشراف
- الانضباط القاسي
- كبر حجم الأسرة
- الأخوان الجانحين
- الأم الشابة
- الأم المكتئبة
- الطبقة الاجتماعية المتدنية
- سوء الإسكان.[93]

كما كان هناك ارتباط بين الاعتلال النفسي والعلاج الضار من قبل الأقران. ومع ذلك من الصعب تحديد مدى التأثير البيئي على تطور الاعتلال النفسي بسبب وجود دليل على قابلية التوريث القوية لها.

#### إصابة الدماغ
ربط الباحثون إصابات الرأس بالاعتلال النفسي والعنف. منذ الثمانينيات ربط العلماء إصابات الدماغ الرضحية مثل تلف قشرة الفص الجبهي، بما في ذلك القشرة الأمامية الحجاجية، بالسلوك المعتل نفسيا وعدم القدرة على اتخاذ قرارات مقبولة أخلاقياً واجتماعياً، وهي حالة أطلق عليها «الاعتلال الاجتماعي المكتسب»، أو «الاعتلال النفسي الكاذب». يُظهر الأفراد المصابون بأضرار في منطقة قشرة الفص الجبهي المعروفة باسم قشرة الفص الجبهي البطني أوجه تشابه ملحوظة مع الأفراد الذين تم تشخيصهم باضطراب نفسي ويظهرون استجابة ذاتية منخفضة للمحفزات العاطفية وعجزًا في التكييف المكروه (بالإنجليزية: aversive conditioning) وتفضيلات مماثلة في اتخاذ القرار الأخلاقي والاقتصادي وتراجع التعاطف والمشاعر الاجتماعية مثل الشعور بالذنب أو الخزي. قد تكون هذه الإعاقات العاطفية والأخلاقية شديدة بشكل خاص عندما تحدث إصابة الدماغ في سن مبكرة. إن الأطفال الذين يعانون من تلف مبكر في قشرة الفص الجبهي قد لا يطورون بشكل كامل التفكير الاجتماعي أو الأخلاقي ويصبحوا «أفرادًا معتلين نفسيا ... يتميزون بمستويات عالية من العدوانية والسلوك المعادي للمجتمع الذي يتم إجراؤه بدون الشعور بالذنب أو التعاطف مع ضحاياهم». بالإضافة إلى ذلك، قد يؤدي تلف اللوزة الدماغية إلى إضعاف قدرة قشرة الفص الجبهي على تفسير ردود الفعل من الجهاز الحوفي مما قد يؤدي إلى إشارات غير مقيدة تتجلى في سلوك عنيف وعدواني.

### نظريات أخرى

#### التفسيرات التطورية
يرتبط الاعتلال النفسي بالعديد من النتائج السلبية في الحياة بالإضافة إلى زيادة مخاطر الإعاقة والوفاة بسبب عوامل مثل العنف والحوادث والقتل والانتحار. إن هذا الأمر بالاقتران مع الأدلة على التأثيرات الوراثية هو أمر محير من الناحية التطورية وقد يشير إلى وجود مزايا تطورية تعويضية ولحل هذا الأمر فقد اقترح الباحثون في علم النفس التطوري العديد من التفسيرات التطورية. وفقًا لإحدى الفرضيات قد تكون بعض السمات المرتبطة بالاضطراب النفسي متكيفة اجتماعيًا وقد يكون الاعتلال النفسي إستراتيجية طفيلية اجتماعيًا تعتمد على التردد وإن هذه الاستراتيجية قد تعمل طالما أن هناك عددًا كبيرًا من الأفراد الذين يتمتعون بالإيثار والثقة بالنسبة إلى عدد السكان. إن الأفراد المصابين بالاعتلال النفسي، ليتم استغلالهم. يُقترح أيضًا أن بعض السمات المرتبطة بالاعتلال النفسي مثل النشاط الجنسي المبكر وغير الشرعي والزاني والقسري قد تزيد من فرص نجاح عملية الإنجاب. صرح روبرت هير أن العديد من الذكور المصابين بالاعتلال النفسي لديهم نمط من التزاوج مع النساء والتخلي عنهم بسرعة وبالتالي لديهم معدل خصوبة مرتفع مما يؤدي إلى أن الأطفال قد يرثون استعدادًا للاعتلال النفسي.
يتضمن النقد أنه قد يكون من الأفضل النظر إلى عوامل الشخصية المساهمة بدلاً من علاج الاعتلال النفسي كمفهوم وحدوي بسبب ضعف قابلية الاختبار. علاوة على ذلك إذا كان الاعتلال النفسي ناتجًا عن التأثيرات المشتركة لعدد كبير جدًا من الطفرات المعاكسة فقد يكون لكل طفرة تأثير ضئيل بحيث يفلت من الانتقاء الطبيعي. يُعتقد أن الشخصية تتأثر بعدد كبير جدًا من المورثات وقد تتعطل بسبب الطفرات العشوائية وقد يكون الاعتلال النفسي بدلاً من ذلك نتاجًا لحمل طفرات عالية. بدلاً من ذلك تم اقتراح أن الاعتلال النفسي هو سباندرل (بالإنجليزية: spandrel) والذي يعرف بإنه سمة نمطية لتطور بعض الخصائص الأخرى أو أثر جانبي لهذه الخصائص بدلاً من كونها نتاجًا مباشرًا للانتقاء التكيفي.

## الآليات

### النفسية
توضح بعض الأبحاث المختبرية الارتباطات بين الاعتلال النفسي والاستجابات غير النمطية للمثيرات البغيضة بما في ذلك التكييف الضعيف للمنبهات المؤلمة وضعف التعلم لتجنب الاستجابات التي تسبب العقاب فضلاً عن ضعف التفاعل في الجهاز العصبي الذاتي كما يقاس مع سلوك الجلد الجلفاني أثناء انتظار المنبه المؤلم ولكن ليس عند حدوث التنبيه المؤلم. بينما قيل إن نظام المكافأة يعمل بشكل طبيعي وجدت بعض الدراسات أيضًا انخفاض التفاعل مع المحفزات الممتعة. وفقًا لفرضية تعديل الاستجابة واجه الأفراد المصابين بالاعتلال النفسي أيضًا صعوبة في التحول من إجراء مستمر على الرغم من الإشارات البيئية التي تشير إلى الحاجة إلى القيام بذلك. قد يفسر هذا صعوبة الاستجابة للعقاب على الرغم من أنه من غير الواضح ما إذا كان يمكن أن يفسر نتائج مثل التكييف الناقص. قد تكون هناك قضايا منهجية فيما يتعلق بالبحث. أثناء إنشاء مجموعة من الخصوصيات في المتوسط في المعالجة اللغوية والعاطفية في ظل ظروف معينة لم يؤكد برنامج البحث هذا وجود أمراض نفسية شائعة.

### العصبية

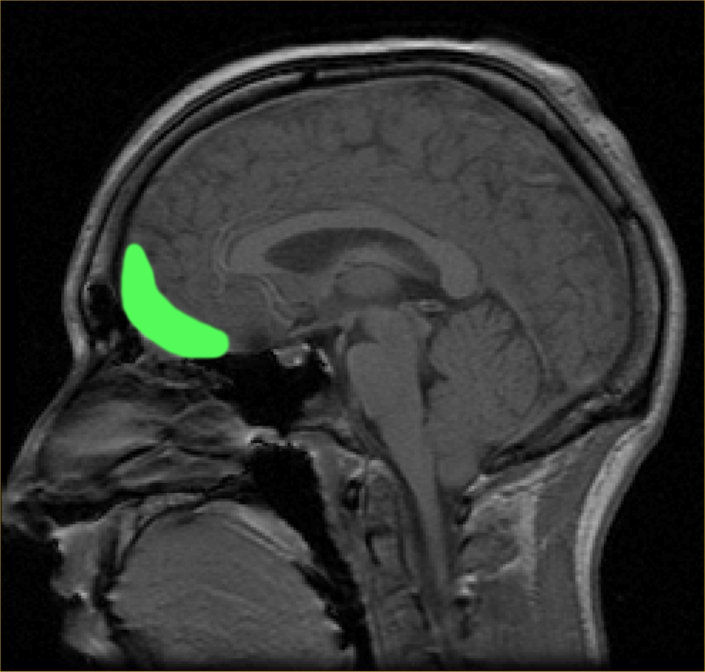
خلل في القشرة الأمامية الحجاجية ، من بين مجالات أخرى، متورط في آلية الاعتلال النفسي.

بفضل دراسات التصوير بالرنين المغناطيسي المتقدمة يستطيع الخبراء تصور اختلافات وتشوهات معينة في الدماغ لدى الأفراد المصابين باضطراب نفسي في المناطق التي تتحكم في العواطف والتفاعلات الاجتماعية والأخلاق والقيم والندم والاندفاع والضمير داخل الدماغ. صرح بلير، الباحث الذي كان رائدًا في البحث في ميول الاعتلال النفسي، «فيما يتعلق بالاعتلال النفسي لدينا مؤشرات واضحة بشأن سبب تسبب علم الأمراض في حدوث اضطراب عاطفي وسلوكي ورؤى مهمة في الأنظمة العصبية المتورطة في هذا المرض». يلاحظ دادز وآخرون أنه على الرغم من التقدم السريع في علم الأعصاب المتعلق بالتعاطف فإنه لا يُعرف سوى القليل عن الأسس التنموية للانفصال الحاصل لدى المصابين بالاعتلال النفسي بين التعاطف العاطفي (بالإنجليزية: affective empathy) والتعاطف المعرفي (بالإنجليزية: cognitive empathy).
في مراجعة عام 2008 التي تمت بواسطة فيبر وآخرون تم الاقتراح بأن الاعتلال النفسي يرتبط أحيانًا بتشوهات الدماغ في مناطق الفص الجبهي - الصدغي - الحوفي التي تشارك في العمليات العاطفية والتعليمية وهذا الأمر يعتبر أمرا من بين أمور أخرى. لقد وجدت دراسات التصوير العصبي اختلافات هيكلية ووظيفية بين أولئك الذين سجلوا درجات عالية ودرجات منخفضة على قائمة تدقيق هير للاعتلال النفسي في مراجعة 2011 المجراة من قبل سكيم وآخرون والذين صرحوا بإن هذه الاختلافات الهيكلية والوظيفة وجدت «على الأخص في اللوزة والحصين والتلفيف مجاور للحصين والقشرة الحزامية الأمامية والخلفية والجسم المخطط والفص الجزيري وقشرة الفص الجبهي وقشرة الفص الصدغي». وجد التحليل التلوي لعام 2010 أن الأفراد المعادين للمجتمع والعنيفين والمصابين بالاضطراب النفسي قد قللوا من وظيفة الهيكل في القشرة الجبهية الحجاجية اليمنى والقشرة الحزامية الأمامية اليمنى والقشرة ما قبل الجبهية الظهرية الوحشية اليسرى (بالإنجليزية: left dorsolateral prefrontal cortex).
تم اقتراح المناطق الجبهية واللوزة باعتبارها ذات أهمية خاصة. يبدو أن الأشخاص الذين حصلوا على 25 درجة أو أعلى في قائمة تدقيق هير للاعتلال النفسي مع وجود قصة مرتبطة بالسلوك العنيف قد كان لديهم تكامل قليل جدا في البنية المجهرية للمادة البيضاء التي تربط اللوزة مع القشرة الجبهية الحجاجية (مثل الحزمة غير المحددة). أشارت الأدلة إلى أن درجة الشذوذ كانت مرتبطة بشكل كبير بدرجة الاعتلال النفسي وقد تفسر السلوكيات المخالفة. علاوة على ذلك ارتبطت التغيرات في اللوزة بالسمات «القاسية غير العاطفية» عند الأطفال. ومع ذلك فقد ارتبطت اللوزة أيضًا بالعواطف الإيجابية وكانت هناك نتائج غير متسقة في الدراسات في مجالات معينة والتي قد تكون بسبب مشكلات منهجية.
تتوافق بعض هذه النتائج مع الأبحاث والنظريات الأخرى. على سبيل المثال في دراسة تصوير الأعصاب حول كيفية استجابة الأفراد المصابين باعتلال نفسي للكلمات العاطفية، ظهرت اختلافات واسعة النطاق في أنماط التنشيط عبر الفص الصدغي عندما تمت مقارنة المجرمين المصابين بالاعتلال النفسي بالمتطوعين «العاديين»، وهو ما يتوافق مع وجهات النظر في علم النفس السريري. بالإضافة إلى ذلك فإن مفهوم الاعتلال النفسي الذي يتميز بخوف منخفض يتوافق مع نتائج التشوهات في اللوزة حيث يُعتقد أن العجز في التكييف المكروه والتعلم الفعال ينتج عن خلل في اللوزة، يحتمل أن يتفاقم هذا الأمر بسبب خلل فيالقشرة الجبهية الحجاجية على الرغم من أن الأسباب المحددة غير معروفة .
يجادل أنصار التمييز النفسي الابتدائي والثانوي والنموذج الثالثي بأن هناك اختلافات عصبية بين هذه المجموعات الفرعية من الاعتلال النفسي التي تدعم وجهات نظرهم. على سبيل المثال، يُقال إن عامل الجرأة في النموذج الثالثي يرتبط بانخفاض النشاط في اللوزة أثناء المحفزات المخيفة أو المكروهة وانخفاض الاستجابة المفاجئة، في حين يُقال أن عامل التثبيط مرتبط بضعف مهام الفص الأمامي. هناك أدلة على أن الجرأة والتنقية (بالإنجليزية: disinhibition) يمكن تمييزهما وراثيا.

### البيوكيميائية
تم افتراض وجود مستويات عالية من هرمون التستوستيرون مع انخفاض مستويات الكورتيزول و / أو السيروتونين كعوامل مساهمة. يرتبط التستوستيرون «بالسلوك المرتبط بالنهج وحساسية المكافأة وتقليل الخوف» وإن حقن التستوستيرون «يغير التوازن من العقوبة إلى حساسية المكافأة» ويقلل الخوف ويزيد «الاستجابة للوجوه الغاضبة». وجدت بعض الدراسات أن مستويات هرمون التستوستيرون المرتفعة مرتبطة بالسلوكيات العدوانية والمعادية للمجتمع لكن تشير أبحاث أخرى إلى أن التستوستيرون وحده لا يسبب العدوانية ولكنه يزيد من السعي وراء الهيمنة. ليس من الواضح من الدراسات ما إذا كان الاعتلال النفسي يرتبط بمستويات عالية من هرمون التستوستيرون ولكن وجدت بعض الدراسات أن الاعتلال النفسي مرتبط بانخفاض مستويات الكورتيزول والتفاعل. يزيد الكورتيزول من سلوك الانسحاب والحساسية للعقاب والتكيف المكروه والتي تكون منخفضة بشكل غير طبيعي لدى الأفراد المصابين باعتلال عقلي وقد تكمن وراء ضعف كرههم في التعلم وسلوكهم المحظور. ترتبط مستويات هرمون التستوستيرون المرتفعة جنبًا إلى جنب مع مستويات منخفضة من السيروتونين «بردود فعل اندفاعية وسلبية للغاية» وقد تزيد من العدوانية العنيفة عند استفزاز الفرد أو إحباطه. تشير العديد من الدراسات التي أجريت على الحيوانات إلى دور وظيفة هرمون السيروتونين في العدوان الاندفاعي والسلوك المعادي للمجتمع.
ومع ذلك اقترحت بعض الدراسات التي أجريت على الحيوانات والبشر أن السمات العاطفية بين الأشخاص والعدوان المفترس للاعتلال النفسي (بالإنجليزية: predatory aggression of psychopathy)، على عكس العدوان المندفع وعدوان رد الفعل (بالإنجليزية: impulsive and reactive aggression)، يرتبط بزيادة أداء هرمون السيروتونين. وجدت دراسة أجراها دولان وأندرسون بشأن العلاقة بين السيروتونين وسمات الاعتلال النفسي في عينة من المجرمين المضطربين في الشخصية أن السيروتونين يعمل وفقًا لاستجابة البرولاكتين بينما يرتبط السيروتونين عكسياً بالسمات الاندفاعية والمعادية للمجتمع وإن السيروتونين مرتبط بشكل إيجابي بسمات المتغطرسة والخداع وبدرجة أقل بصفات القسوة وعدم الشفقة. يرى باريش يلدريم أن الأليل «الطويل» 5-HTTLPR ، والذي يُنظر إليه عمومًا على أنه وقائي ضد الاضطرابات الداخلية قد يتفاعل مع مورثات هرمون السيروتونين الأخرى لخلق تنظيم مفرط وتثبيط للعمليات العاطفية التي تؤدي إلى إعاقات عاطفية للمريض النفسي. علاوة على ذلك وجد أن الجمع بين الأليل الطويل 5-HTTLPR ومستويات هرمون التستوستيرون المرتفعة يؤدي إلى تقليل الاستجابة للتهديد كما تم قياسه من خلال تفاعل الكورتيزول مما يعكس نقص الخوف الموجود لدى المصابين بالاعتلال النفسي.
اقترحت الدراسات ارتباطات أخرى. إن الاعتلال النفسي في دراستين قد ارتبط بزيادة نسبة حمض الهوموفانيليك HVA (مستقلب الدوبامين) إلى 5-هيدروكسي إندول حمض الأسيتيك 5-HIAA (مستقلب السيروتونين). لقد وجدت الدراسات أن الأفراد ذوي السمات التي تلبي معايير الاعتلال النفسي يظهرون استجابة أكبر للدوبامين «للمكافآت» المحتملة مثل الوعود المالية أو تعاطي العقاقير مثل الأمفيتامينات. وقد ارتبط هذا نظريًا بزيادة الاندفاع. وجدت دراسة بريطانية عام 2010 أن مشعر الأرقام 2D:4D الكبير، وهو مؤشر على التعرض العالي للإستروجين قبل الولادة، كان «ذو ارتباط إيجابي مع الاعتلال النفسي لدى الإناث وذو ارتباط إيجابي مع التأثير القاسي (مقياس فرعي للاعتلال النفسي) عند الذكور».
أظهرت النتائج أيضًا أن الأوكسيديز أحادي الأمين A يؤثر على القدرة التنبؤية لقائمة تدقيق هير للاعتلال النفسي. إن الأوكسيديز أحادي الأمين عبارة عن إنزيمات تشارك في تحلل الناقلات العصبية مثل السيروتونين والدوبامين وبالتالي فهي قادرة على التأثير على المشاعر والمزاج والسلوك لدى الأفراد. تشير النتائج إلى أن هناك حاجة إلى مزيد من البحث في هذا المجال.

## التشخيص

### أدوات

#### قائمة فحص الاعتلال النفسي
يتم تقييم الاعتلال النفسي بشكل أكثر شيوعًا من خلال قائمة تدقيق هير للاعتلال النفسي - المنقحة (بالإنجليزية: PCL-R) التي أنشأها روبرت دي هير بناءً على معايير كليكلي من الأربعينيات بالإضافة إلى المفاهيم الإجرامية مثل تلك التي وضعها ويليام وجوان ماكورد وأبحاثه الخاصة حول المجرمين والمسجونين الجناة في كندا. تستخدم قائمة تدقيق هير للاعتلال النفسي على نطاق واسع ويشار إليه من قبل البعض على أنه «المعيار الذهبي» لتقييم الاعتلال النفسي. ومع ذلك هناك انتقادات عديدة لقائمة تدقيق هير للاعتلال النفسي كأداة نظرية وفي الاستخدام الواقعي.

#### جرد الشخصية المعتلة نفسيا
على عكس قائمة تدقيق هير للاعتلال النفسي تم تطوير مخزون الشخصية في الاعتلال النفسي (جرد الشخصية المعتلة نفسيا (بالإنجليزية: PPI)) لفهرسة سمات الشخصية بشكل شامل دون الإشارة صراحة إلى السلوكيات المعادية للمجتمع أو الإجرامية نفسها. إنه مقياس تقرير ذاتي تم تطويره في الأصل للعينات غير السريرية (مثل طلاب الجامعات) بدلاً من السجناء على الرغم من أنه يمكن استخدامه مع السجناء أيضا. تم تنقيح جرد الشخصية المعتلة نفسيا في عام 2005 ليصبح جرد الشخصية المعتلة نفسيا -المنقح (بالإنجليزية: PPI-R) ويتألف الآن من 154 عنصرًا منظمًا في ثمانية نطاقات فرعية. تم العثور على درجات العناصر لتجميعها في عاملين شاملين ومنفصلين إلى حد كبير (على عكس عوامل قائمة تدقيق هير للاعتلال النفسي) وهما الأول هيمنة انعدام الخوف والثاني المعاداة للمجتمع القسرية بالإضافة إلى عامل ثالث هو قسوة القلب والتي تعتمد إلى حد كبير على درجات العاملين الآخرين. يرتبط العامل 1 بالفعالية الاجتماعية بينما يرتبط العامل 2 بميول سوء التكيف. قد يسجل الشخص مستويات مختلفة على عوامل مختلفة لكن النتيجة الإجمالية تشير إلى مدى الشخصية المعتلة نفسيا.

#### الدليل التشخيصي والإحصائي للاضطرابات العقليةوالتصنيف الدولي للأمراض
يوجد حاليًا نظامان راسخان على نطاق واسع لتصنيف الاضطرابات النفسية وهما التصنيف الدولي للأمراض (ICD) الذي أصدرته منظمة الصحة العالمية (WHO) والدليل التشخيصي والإحصائي للاضطرابات العقلية (DSM) الذي أصدرته الجمعية الأمريكية للطب النفسي (APA). يُعتقد أن كلتا فئتي الاضطرابات قائمة على أنها أنواع مميزة وقد قامت عن عمد بتقريب رموزها في المراجعات الأخيرة بحيث تكون الكتيبات في الغالب قابلة للمقارنة على نطاق واسع على الرغم من وجود اختلافات كبيرة.[بحاجة لمصدر]
احتوت الطبعة الأولى من الدليل التشخيصي والإحصائي للاضطرابات النفسية عام 1952 على قسم عن اضطرابات الشخصية الاجتماعية ثم مصطلح عام اشتمل على أشياء مثل الشذوذ الجنسي وإدمان الكحول بالإضافة إلى «رد الفعل المعادي للمجتمع» و«رد الفعل الاجتماعي». أصبح الاثنان الأخيران في النهاية اضطراب الشخصية المعادية للمجتمع (ASPD) في الدليل التشخيصي والإحصائي للاضطرابات العقلية واضطراب الشخصية غير الاجتماعية في التصنيف الدولي للأمراض. إن التشخيص في كلا الكتيبين قد تمت الإشارة إليه، أو يتضمن ما يشار إليه، بالاعتلال النفسي أو الاعتلال الاجتماعي على الرغم من أن أيًا من الكتيبين التشخيصيين لم يشتمل أبدًا على اضطراب يسمى رسميًا بهذا الاسم.

#### أدوات أخرى
هناك بعض اختبارات الشخصية التقليدية التي تحتوي على مقاييس فرعية تتعلق بالاعتلال النفسي على الرغم من أنها تقيم ميولًا غير محددة نسبيًا تجاه السلوك المعادي للمجتمع أو السلوك الإجرامي. وتشمل هذه الاختبارات كل من الجرد الشخصي متعدد الأطوار في مينيسوتا (مقياس الانحراف النفسي) وجرد كاليفورنيا النفسي (مقياس التنشئة الاجتماعية) ومقياس ميلون السريري متعدد المحاور لمخزون الشخصية المعادية للمجتمع. هناك أيضًا مقياس ليفنسون للتقرير الذاتي للاعتلال النفسي (LSRP) ومقياس الاعتلال النفسي للتقرير الذاتي للأرنب (HSRP) ولكن فيما يتعلق باختبارات التقرير الذاتي فقد أصبح جرد الشخصية المعتلة نفسيا / جرد الشخصية المعتلة نفسيا - المنقح أكثر استخدامًا من أية أبحاث معاصرة حول الاعتلال النفسي لدى البالغين.

### الاعتلال المشترك
كما هو الحال مع الاضطرابات العقلية الأخرى قد يكون الاعتلال النفسي كاضطراب في الشخصية مصحوبًا بمجموعة متنوعة من الحالات الأخرى التي يمكن تشخيصها. تشير الدراسات بشكل خاص إلى الاعتلال المشترك القوي مع اضطراب الشخصية المعادية للمجتمع. ومن بين العديد من الدراسات تم الإبلاغ عن الارتباطات الإيجابية بين المرض العقلي واضطراب الشخصية التمثيلي واضطراب الشخصية النرجسية واضطراب الشخصية الحدي واضطراب الشخصية الزوراني واضطراب الشخصية شبه الفصامي واضطراب الهلع والاضطراب الوسواسي القهري واضطرابات، ولكن ليس اضطرابات العصاب في العام أو فصام الشخصية أو اضطراب الاكتئاب.
من المعروف أن اضطراب فرط الحركة ونقص الانتباه (ADHD) هو اضطراب مرضي بشكل كبير مع اضطراب السلوك (مقدمة نظرية لـ ASPD)، وقد يحدث أيضًا مع الميول للاعتلال النفسي. يمكن تفسير ذلك جزئيًا من خلال أوجه القصور في الوظيفة التنفيذية. غالبًا ما تحدث اضطرابات القلق مع اضطراب الشخصية المعادية للمجتمع وعلى عكس الافتراضات يمكن أن يتسم الاضطراب النفسي أحيانًا بالقلق؛ يبدو أن هذا مرتبط بعناصر من العامل 2 ولكن ليس العامل 1 من قائمة تدقيق هير للاعتلال النفسي.  يرتبط الاعتلال النفسي أيضًا باضطرابات تعاطي المخدرات.
لقد تم اقتراح أن الاعتلال النفسي قد يصاحب العديد من الحالات الأخرى غير هذه  ولكن تم تنفيذ عمل محدود على الاعتلال المشترك. قد يكون هذا جزئيًا بسبب الصعوبات في استخدام مجموعات المرضى الداخليين من مؤسسات معينة لتقييم الاعتلال المشترك بسبب احتمال وجود بعض التحيز في اختيار العينة.

### الفروق بين الجنسين
تم إجراء أبحاث حول الاعتلال النفسي إلى حد كبير على الرجال وتم تطوير قائمة تدقيق هير للاعتلال النفسي باستخدام عينات جنائية من الذكور بشكل أساسي مما يثير التساؤل حول مدى جودة تطبيق النتائج على النساء. يسجل الرجال درجات أعلى من النساء في كل من قائمة تدقيق هير للاعتلال النفسي وجرد الشخصية المعتلة نفسيا وعلى كلا المقياسين الرئيسيين. تميل الاختلافات إلى أن تكون الدرجات أكبر إلى حد ما لدى الذكور على نطاق العلاقات الشخصية والعاطفية مقارنة بالمقياس غير الاجتماعي. وجدت معظم الدراسات وليس جميعها بنية عامل متشابهة على نطاق واسع للرجال والنساء.
يتشابه العديد من الارتباطات مع سمات الشخصية الأخرى على الرغم من أن العامل المعادي للمجتمع في إحدى الدراسات كان أكثر ارتباطًا بالاندفاع عند الرجال وأكثر ارتباطًا بالانفتاح على التجربة لدى النساء. لقد تم اقتراح أن الاعتلال النفسي عند الرجال يظهر بشكل أكبر كنمط معادٍ للمجتمع بينما يتجلى في النساء أكثر كنمط هستيري. أظهرت الدراسات نتائج مختلطة حول هذا الأمر. قد تكون درجات قائمة تدقيق هير للاعتلال النفسي أقل تنبؤًا إلى حد ما بالعنف والعودة إلى الإجرام لدى النساء. من ناحية أخرى قد يكون للاعتلال النفسي علاقة أقوى بالانتحار وربما استيعاب الأعراض لدى النساء. هناك اقتراح هو أن الاعتلال النفسي يتجلى بشكل أكبر على أنه سلوكيات خارجية أكثر لدى الرجال وسلوكيات داخلية أكثر لدى النساء. علاوة على ذلك أشارت إحدى الدراسات إلى وجود اختلافات كبيرة بين الجنسين في مسببات الاعتلال النفسي. بالنسبة للفتيات يُعزى 75 ٪ من التباين في الصفات القاسية وغير العاطفية الشديدة إلى عوامل بيئية وكان 0 ٪ فقط من التباين يُعزى إلى عوامل وراثية. لدى الأولاد تم عكس الارتباط.
وجدت الدراسات أيضًا أن النساء في السجن يسجلن درجات أقل بكثير في الاعتلال النفسي من الدرجات التي يسجلها الرجال حيث أفادت إحدى الدراسات أن 11 بالمائة فقط من الإناث العنيفات في السجن يستوفين معايير الاعتلال النفسي مقارنة بنسبة 31 بالمائة من الذكور العنيفين. أشارت دراسات أخرى أيضًا إلى أن الإناث المصابات بدرجة عالية من الاعتلال النفسي نادرات في إطار الطب الشرعي.

## التدبير

### التدبير السريري
غالبًا ما يُعتبر الاعتلال النفسي غير قابل للعلاج. إن خصائصه الفريدة تجعله من بين أكثر اضطرابات الشخصية مقاومة وهي فئة من الأمراض العقلية التي يُعتبر علاجها تقليديًا بالفعل أمرا صعبًا . إن الأشخاص المصابين باعتلال عقلي غير متحمسين بشكل عام لطلب العلاج لحالتهم ويمكن أن يكونوا غير متعاونين في العلاج. كانت محاولات علاج الاعتلال النفسي بالأدوات الحالية المتاحة للطب النفسي مخيبة للآمال. يقول كتيب هاريس ورايس عن الاعتلال النفسي إنه لا يوجد حاليًا سوى القليل من الأدلة على التدبير أو العلاج الفعال للاعتلال النفسي. حتى الآن لا توجد علاجات دوائية معروفة أو تمت تجربتها للتخفيف من العجز العاطفي والشخصي والأخلاقي للاعتلال النفسي وقد يكتسب المرضى الذين يعانون من الاعتلال النفسي والذين يخضعون للعلاج النفسي المهارات اللازمة ليصبحوا أكثر مهارة في التلاعب بالآخرين وخداعهم ويكونون أكثر احتمالا لارتكاب الجريمة. تشير بعض الدراسات إلى أن أساليب العقاب وتعديل السلوك غير فعالة في تعديل سلوك الأفراد المصابين بالاعتلال النفسي لأنهم غير حساسين للعقاب أو التهديد. أدت هذه الإخفاقات إلى ظهور نظرة تشاؤمية على نطاق واسع حول آفاق علاجها وهي وجهة نظر تفاقمت بسبب القليل من البحث الذي يتم إجراؤه حول هذا الاضطراب مقارنة بالجهود المبذولة في مجال الأمراض العقلية الأخرى مما يجعل من الصعب فهم هذه الحالة. إن فهم هذا الأمر يعتبر ضروري لتطوير علاجات فعالة.
على الرغم من أن أوجه القصور الأساسية في شخصية الأفراد المصابين بالاعتلال النفسي الشديد فإنه من المحتمل أن تكون غير قابلة للإصلاح إلى حد كبير باستخدام أساليب العلاج المتاحة حاليًا إلا أن السلوك المعادي للمجتمع والإجرامي المرتبط به قد يكون أكثر قابلية للتدبير والتي تكون معالجتها هي الهدف الرئيسي لبرامج العلاج ضمن الإعدادات الإصلاحية. لقد تم اقتراح أن العلاجات التي من المرجح أن تكون فعالة في الحد من السلوكيات الإجرامية والمعادية للمجتمع هي تلك التي تركز على المصلحة الذاتية مع التأكيد على القيمة المادية الملموسة للسلوك الاجتماعي الإيجابي مع التدخلات التي تطور المهارات للحصول على ما يريد المريض الخروج به من الحياة بطرق اجتماعية أكثر منها طرق معادية للمجتمع. ولهذه الغاية تمت تجربة العديد من العلاجات بهدف الحد من النشاط الإجرامي للمجرمين المسجونين المصابين باضطراب نفسي وحققت نجاحات متباينة. نظرًا لأن الأفراد المصابين بالاعتلال النفسي غير حساسين للعقوبات فقد تم اقتراح المعالجة القائمة على المكافآت والتي يتم فيها منح امتيازات صغيرة مقابل السلوك الجيد واستخدامها لمعالجة سلوكهم في البيئات المؤسسية.
قد تخفف الأدوية النفسية أيضًا من الحالات المصاحبة للاضطراب أحيانًا أو من الأعراض مثل العدوانية أو الاندفاع بما في ذلك الأدوية المضادة للذهان أو مضادات الاكتئاب أو الأدوية التي تعمل على استقرار الحالة المزاجية على الرغم من عدم موافقة إدارة الغذاء والدواء الأمريكية على استخدام أي منها لهذا الغرض. على سبيل المثال وجدت دراسة أن عقار كلوزابين المضاد للذهان قد يكون فعالًا في الحد من الاختلالات السلوكية المختلفة في عينة من المرضى الداخليين في المستشفى ذو الحراسة المشددة والذين يعانون من اضطراب الشخصية المعادية للمجتمع وسمات الاعتلال النفسي. ومع ذلك فإن البحث في العلاج الدوائي للاعتلال النفسي والحالة ذات الصلة باضطراب الشخصية المعادية للمجتمع ضئيل للغاية حيث أن الكثير من المعرفة في هذا المجال هي استقراء بناءً على ما هو معروف عن علم العقاقير في الاضطرابات العقلية الأخرى.

### التدبير القانوني
تحظى قائمة تدقيق هير للاعتلال النفسي وقائمة تدقيق هير للاعتلال النفسي: SV وقائمة تدقيق هير للاعتلال النفسي: YV بتقدير كبير وتستخدم هذه القوائم الثلاث على نطاق واسع ضمن ظروف العدالة الجنائية لا سيما في أمريكا الشمالية. يمكن استخدام هذه القوائم لتقييم المخاطر ولتقييم إمكانية العلاج واستخدامها كجزء من القرارات المتعلقة بالإفراج بكفالة والعقوبة والسجن الذي يجب استخدامه والإفراج المشروط وفيما يتعلق بما إذا كان يجب محاكمة الشاب باعتباره حدثًا أو اعتباره كشخص بالغ. كان هناك العديد من الانتقادات ضد استخدام هذه القوائم في الأوساط القانونية وهي تشمل الانتقادات العامة ضد قائمة تدقيق هير للاعتلال النفسي وتوافر أدوات تقييم المخاطر الأخرى التي قد يكون لها مزايا أفضب بالإضافة إلى التشاؤم المفرط المحيط بإمكانيات التشخيص والعلاج لأولئك الذين تم تشخيصهم بالاعتلال النفسي.
إن موثوقية درجة الاتفاق بين المقيمين (بالإنجليزية: inter-rater) لقائمة تدقيق هير للاعتلال النفسي يمكن أن تكون عالية عند استخدامها بعناية في البحث ولكنها تميل إلى أن تكون ضعيفة في الإعدادات المطبقة. على وجه الخصوص تعتبر عناصر العامل 1 ذاتية إلى حد ما. في حالات المفترس العنيف جنسياً كانت درجات قائمة تدقيق هير للاعتلال النفسي التي قدمها خبراء الادعاء أعلى باستمرار من تلك التي قدمها خبراء الدفاع في دراسة واحدة. قد يتأثر التسجيل أيضًا بالاختلافات الأخرى بين المقيّمين. في إحدى الدراسات قُدر أنه من بين تباين قائمة تدقيق هير للاعتلال النفسي كان حوالي 45 ٪ بسبب اختلافات الجاني الحقيقية و20 ٪ كان بسبب الجانب الذي شهد عليه المقيم و 30 ٪ كان بسبب اختلافات أخرى.
للمساعدة في تحقيق جنائي يمكن استخدام بعض أساليب الاستجواب لاستغلال السمات الشخصية للمشتبه بهم الذين يُعتقد أنهم مصابون باعتلال عقلي والاستفادة منها وجعلهم أكثر عرضة للإفشاء عن المعلومات.

#### المملكة المتحدة
إن الحد الفاصل في المملكة المتحدة لتحديد وجود أو عدم وجود الاعتلال النفسي اعتمادا على درجة قائمة تدقيق هير للاعتلال النفسي هو 25 درجة من 40 بدلاً من الحد الفاصل المحدد 30 درجة في الولايات المتحدة.
في المملكة المتحدة تم تعريف «الاضطراب النفسي» قانونًا في قانون الصحة العقلية (المملكة المتحدة) بموجب قانون الصحة العقلية MHA لعام 1983 على أنه «اضطراب دائم أو إعاقة ذهنية (سواء كانت تتضمن ضعفًا كبيرًا في الذكاء أم لا) والتي يؤدي إلى سلوك عدواني بشكل غير طبيعي أو غير مسؤول بشكل خطير من جانب الشخص المعني». كان القصد من هذا المصطلح أن يعكس وجود اضطراب في الشخصية من حيث شروط الاحتجاز بموجب قانون الصحة العقلية لعام 1983. إن التعديلات التي أُدخلت على قانون الصحة العقلية لعام 1983 تم إلغاؤها في قانون الصحة العقلية لعام 2007 حيث ألغي مصطلح «الاضطراب النفسي» مع تضمين جميع شروط الاحتجاز (مثل المرض العقلي واضطراب الشخصية وما إلى ذلك) للمصطلح العام «الاضطراب العقلي».
في إنجلترا وويلز يُعد تشخيص اضطراب الشخصية الانفصالية سببًا للاحتجاز في مستشفيات نفسية آمنة بموجب قانون الصحة العقلية إذا ارتكبوا جرائم خطيرة ولكن نظرًا لأن هؤلاء الأفراد يزعجون المرضى الآخرين ولا يستجيبون لأساليب العلاج المعتادة فإن هذا البديل للحبس التقليدي غالبًا لا يتم استخدامه.

#### الولايات المتحدة الأمريكية

##### قوانين «مختل عقليا جنسيا»
ابتداءً من الثلاثينيات قبل تطوير بعض المفاهيم الحديثة للاعتلال النفسي تم إدخال قوانين «المعتل نفسيا الجنسي» حيث أن هذا المصطلح الذي يشير بشكل واسع إلى المرض العقلي من قبل بعض الولايات في الولايات المتحدة الأمريكية وبحلول منتصف الستينيات كان لدى أكثر من نصف الولايات مثل هذه القوانين. واعتُبر أن الجرائم الجنسية ناجمة عن أمراض عقلية كامنة وكان يُعتقد أن مرتكبي الجرائم الجنسية يجب أن يتم التعامل معهم بما يتفق مع اتجاهات إعادة التأهيل العامة في ذلك الوقت. لقد قررت المحاكم إحالة مرتكبي الجرائم الجنسية إلى مرافق خاصة متخصصة في الصحة العقلية من أجل حماية المجتمع وعلاجهم في نفس الوقت.
ابتداءً من عام 1970 تم تعديل أو إلغاء العديد من هذه القوانين لصالح الاستجابات الأكثر تقليدية مثل السجن بسبب انتقاد مفهوم «مختل عقليًا جنسيًا» باعتباره يفتقر إلى الأدلة العلمية والعلاج غير فعال وكون التنبؤ بالمخالفة المستقبلية هو أمر مشكوك فيه. كما كانت هناك سلسلة من الحالات التي عولج فيها الأشخاص وأُطلق سراحهم ومن ثم ارتكبوا جرائم جنسية جديدة. ابتداءً من التسعينيات أصدرت عدة ولايات قوانين تتعلق بالأشخاص الخطرين جنسيًا بما في ذلك التسجيل والقيود على السكن والإخطار العام والإبلاغ الإلزامي من قبل المتخصصين في الرعاية الصحية والالتزام المدني الذي يسمح بالحبس لأجل غير مسمى بعد انتهاء العقوبة. يمكن استخدام قياسات الاعتلال النفسي في عملية اتخاذ قرار الحجز.

## الإنذار
إن التنبؤ بالإنذار لدى الأشخاص المصابين بالاعتلال النفسي في الطب الشرعي والأوساط السريرية ضعيف للغاية حيث أفادت بعض الدراسات أن العلاج قد يؤدي إلى تفاقم الجوانب المعادية للمجتمع للاعتلال النفسي وفقًا لمعدلات العودة إلى الإجرام على الرغم من أنه من الملاحظ أن إحدى الدراسات التي يتم الاستشهاد بها كثيرًا وجدت زيادة في العودة إلى الجريمة بعد العلاج وهي دراسة بأثر رجعي عام 2011 لبرنامج العلاج في الستينيات حيث كان لديها العديد من المشاكل المنهجية الخطيرة ومن المحتمل ألا تتم الموافقة عليها اليوم. ومع ذلك فقد وجدت بعض الدراسات شبه التجريبية الصارمة نسبيًا التي تستخدم طرق علاج أكثر حداثة تحسنات فيما يتعلق بالحد من السلوك العنيف في المستقبل وغيره من السلوك الإجرامي بغض النظر عن درجات قائمة تدقيق هير للاعتلال النفسي على الرغم من عدم وجود تجارب عشوائية محكومة. وجدت دراسات أخرى مختلفة تحسنات في عوامل الخطر للجريمة مثل تعاطي المخدرات. لم تفحص أي دراسة حتى الآن ما إذا كانت السمات الشخصية التي تشكل الاضطرابات الشخصية الأساسية للاعتلال النفسي يمكن أن تتغير بمثل هذه العلاجات.

## التواتر
وجدت دراسة أجريت عام 2008 باستخدام قائمة تدقيق هير للاعتلال النفسي: SV أن 1.2٪ من العينة الأمريكية سجلوا 13 نقطة أو أكثر من أصل 24 مما يشير إلى «الاعتلال النفسي المحتمل». ارتبطت الدرجات بشكل كبير بالعنف وتعاطي الكحول وانخفاض الذكاء. أفادت دراسة بريطانية عام 2009 أجراها كويد وآخرون باستخدام قائمة تدقيق هير للاعتلال النفسي: SV أيضًا عن انتشار مجتمعي بنسبة 0.6 ٪ وسجل 13 درجة أو أكثر. ومع ذلك إذا تم تعديل الدرجة الموصى بها إلى 18 أو أكثر  فإن هذا سيجعل الانتشار أقرب إلى 0.1٪. لقد ارتبطت النتائج بالعمر الأصغر والجنس الذكري ومحاولات الانتحار والعنف والسجن والتشرد والاعتماد على المخدرات واضطرابات الشخصية (الهستريائية والحدية والمعادية للمجتمع) واضطرابات الهلع والوسواس القهري.
ينتشر الاعتلال النفسي بشكل أكبر بين المدانين والسجناء حيث يُعتقد أن ما يقدر بنحو 15-25٪ من السجناء مؤهلون للتشخيص. وجدت دراسة أجريت على عينة من السجناء في المملكة المتحدة أن 7.7٪ من السجناء الذين تمت مقابلتهم قد استوفوا حدا لقائمة تدقيق هير للاعتلال النفسي وهو 30 درجة مما يسمح بتشخيص الاعتلال النفسي لديهم. وجدت دراسة أجريت على عينة من السجناء في إيران باستخدام قائمة تدقيق هير للاعتلال النفسي: SV انتشارًا بنسبة 23 ٪ وسجلوا وسطيا 18 درجة أو أكثر. وجدت دراسة أجراها ناثان بروكس من جامعة بوند أن حوالي واحد من كل خمسة رؤساء شركات يظهرون سمات اعتلال نفسي مهمة سريريًا - وهي نسبة مماثلة لتلك الموجودة بين السجناء.

## المجتمع والثقافة

### في مكان العمل
هناك أبحاث محدودة حول الاعتلال النفسي في جمهور العمل العام ويرجع ذلك جزئيًا إلى أن قائمة تدقيق هير للاعتلال النفسي تتضمن السلوك المعادي للمجتمع كعامل أساسي مهم (الحصول على درجة قائمة تدقيق هير للاعتلال النفسي أعلى من العتبة أمر غير محتمل دون الحصول على درجات كبيرة على عامل نمط الحياة المعادية للمجتمع) ولا يتضمن خصائص التكيف الإيجابية وقد درس معظم الباحثين الاعتلال النفسي في المجرمين المسجونين وهي مجموعة يسهل الوصول إليها نسبيًا في الموضوعات البحثية.
ومع ذلك فإن علماء النفس فريتسون وبورد في دراستهم التي قارنت بين حدوث اضطرابات الشخصية لدى مديري الأعمال مقابل المجرمين المحتجزين في مستشفى للأمراض العقلية قد وجدوا أن ملفات تعريف بعض كبار مديري الأعمال تحتوي على عناصر مهمة من اضطرابات الشخصية بما في ذلك تلك المشار إليها باسم «المكونات العاطفية» أو السمات العاطفية بين الأشخاص الخاصة بالاعتلال النفسي. يُعتقد أن عوامل مثل الجرأة وإزالة التثبيط والخسة كما هو محدد في النموذج الثلاثي إلى جانب مزايا أخرى مثل التنشئة المواتية والذكاء العالي ترتبط بمناعة الإجهاد والاستقرار وقد تساهم في هذا التعبير الخاص. يشار إلى هؤلاء الأفراد أحيانًا باسم «المصابين بالاعتلال النفسي الناجحين» أو «المصابين بالاعتلال النفسي في الشركات» وقد لا يكون لديهم دائمًا تاريخ طويل من السلوك الإجرامي التقليدي أو السلوك المعادي للمجتمع الذي يميز التصور التقليدي للمعتل النفسي. يدعي روبرت هير أن انتشار سمات الاعتلال النفسي أعلى في عالم الأعمال منه في عموم السكان حيث أفاد بأنه في حين أن حوالي 1 ٪ من عامة السكان يستوفون المعايير السريرية للاعتلال النفسي فقد تم الاستشهاد بأرقام تصل إلى حوالي 3-4 ٪ في المناصب العليا في مجال الأعمال.[بحاجة لرقم الصفحة] إن هير يعتبر قطب الصحف روبرت ماكسويل مرشحًا قويًا كشخص «مختل عقليًا في عالم الشركات».
يعتقد الأكاديميون في هذا الموضوع أنه على الرغم من أن الاعتلال النفسي يظهر في نسبة صغيرة فقط من الموظفين في مكان العمل إلا أنه أكثر شيوعًا في المستويات العليا من مؤسسات الشركات وآثارها السلبية (على سبيل المثال إن زيادة التنمر والصراع والضغط ودوران الموظفين والتغيب غالبًا ما تؤدي إلى انخفاض الإنتاجية) الأمر الذي يؤدي إلى تأثير مضاعف في جميع أنحاء المنظمة مما يؤدي إلى تحديد نغمة ثقافة الشركة بأكملها. إن الموظفون المصابون بالاضطراب هم انتهازيون يخدمون مصالحهم الشخصية وقد يلحقون الضرر بمنظماتهم لتعزيز مصالحهم الخاصة.[بحاجة لرقم الصفحة] قد يكونون جذابين للموظفين فوق مستواهم في التسلسل الهرمي لمكان العمل مما يساعدهم في الصعود عبر المنظمة ولكنهم يسيئون إلى الموظفين دون مستواهم ويمكن أن يتسببوا في أضرار جسيمة عندما يتم تعيينهم في مناصب إدارية عليا.[بحاجة لرقم الصفحة][بحاجة لرقم الصفحة] يرتبط الاعتلال النفسي كما تم قياسه بواسطة قائمة تدقيق هير للاعتلال النفسي بتقييمات أداء أقل بين المتخصصين في الشركات. يعرّف عالم النفس أوليفر جيمس الاعتلال النفسي كواحدة من السمات الثلاثية المظلمة في مكان العمل والسمات الأخرى هي النرجسية والميكيافيلية واللذان هما مثل الاعتلال النفسي يمكن أن يكون لهما عواقب سلبية.[بحاجة لرقم الصفحة]
وفقًا لدراسة من جامعة نوتردام نُشرت في مجلة أخلاقيات العمل يتمتع الأشخاص المصابون بالاعتلال النفسي بميزة طبيعية في أماكن العمل التي يتم تجاوزها من خلال الإشراف المسيء ومن المرجح أن يزدهروا تحت الرؤساء المسيئين كونهم أكثر مقاومة للإجهاد بما في ذلك الإساءة الشخصية ولديهم حاجة أقل للعلاقات الإيجابية من الآخرين.

### في الخيال
إن الشخصيات المصابة بالمرض العقلي أو الاعتلال النفسي هي بعض من أكثر الشخصيات الشهيرة في السينما والأدب، ولكن هذه الأوصاف قد تكون غامضة أو فقط تتصل جزئيا بمفهوم المرض العقلي كما هو معرف في الطب النفسي وعلم الجريمة والبحوث. يمكن تحديد الشخصية على أنها مصابة باضطراب نفسي في العمل الروائي نفسه أو من قبل المبدعين أو من آراء الجماهير والنقاد وقد تستند إلى قوالب نمطية شعبية غير محددة من الاعتلال النفسي. ظهرت الشخصيات ذات سمات الاعتلال النفسي في الأساطير اليونانية والرومانية وقصص الكتاب المقدس وبعض أعمال شكسبير.
غالبًا ما يتم تصوير هذه الشخصيات بطريقة مبالغ فيها وعادة في دور الشرير أو ضد البطل حيث تكون الخصائص العامة والصور النمطية المرتبطة بالاضطراب النفسي مفيدة لتسهيل الصراع والخطر. نظرًا لأن التعريفات والمعايير والمفاهيم الشائعة عبر تاريخ الاعتلال النفسي قد اختلفت على مر السنين وتستمر في التغيير حتى الآن وبالتالي فإن العديد من الشخصيات التي تم تصنيفها على أنها مضطربة نفسيًا في الأعمال البارزة في وقت النشر قد لا تناسب التعريف ومفهوم الاعتلال النفسي الحالي. هناك عدة التوراتية صور العقلي في كل من العلمانية الحسابات والمهنية التي جزئيا فقط التداخل ويمكن أن تنطوي على الصفات المتناقضة: الساحر الفنان يخدع، ومختل المسلسل القاتل وكتلة قاتل، ورجل أعمال القاسي ومكيدة، ومنتهك القانون منخفض المستوى والممتد لفترة طويلة والأحداث الجانحين. يعكس المفهوم العام مزيجًا من الخوف من البعبع الأسطوري والاشمئزاز والمكائد المحيطة بالشر والافتتان وربما أحيانًا الحسد للأشخاص الذين قد يبدو أنهم يمرون بحياتهم دون تعلق ولا يثقلهم الشعور بالذنب أو الكرب أو انعدام الأمن.

## التاريخ

### علم أصول الكلمات
كلمة الاعتلال النفسي هي ضم الكلمات اليونانية psyche (ψυχή) "الروح (بالإنجليزية: soul)" والشفقة (πάθος) "المعاناة والشعور (بالإنجليزية: suffering, feeling)". إن أول استخدام موثق لمصطلح الاعتلال النفسي يعود إلى عام 1847 في ألمانيا كان باستخدام المصطلح "psychopatisch" والذي يعني المعتل نفسيا  وإن الاسم "psychopath " والذي يعني الشخص المعتل نفسيا يعود إلى عام 1885. في الطب يكون للاحقة "patho-" معنى أكثر تحديدا ويقصد بها المرض (وبالتالي فإن المصطلح "pathology" يقصد به علم الأمراض منذ عام 1610وأيضا إن المصطلح "psychopathology" يقصد به علم نفس الأمراض والذي يعني دراسة الاضطراب العقلي بشكل عام منذ عام 1847. تم إثبات وجود العديد من التعابير المتعلقة في هذا الموضوع في الأدبيات الطبية منذ عام 1891 ونذكر على سبيل المثال التعابير التالية: موضوع علم الأمراض (بالإنجليزية: a subject of pathology) ومرضي (بالإنجليزية: morbid) ومفرط (بالإنجليزية: excessive)" منذ عام 1845 بما في ذلك عبارة كذب مرضي (بالإنجليزية: pathological liar).
كان لمصطلح الاعتلال النفسي في البداية معنى عام جدًا يشير إلى جميع أنواع الاضطرابات العقلية والانحرافات الاجتماعية والتي اشتهرت منذ عام 1891 في ألمانيا من خلال مفهوم كوخ عن «الدونية المعتلة نفسيا» (علم النفس المرضي (بالألمانية: Minderwertigkeiten)). لا تزال بعض القواميس الطبية تعرف الاعتلال النفسي بالمعنى الضيق والواسع مثل مدلاين بلس MedlinePlus من المكتبة الوطنية الأمريكية للطب. من ناحية أخرى يعرّف قاموس ستيدمان الطبي الاعتلال النفسي فقط كمصطلح قديم لنوع معاد للمجتمع من اضطراب الشخصية.
تم استخدام مصطلح الذهان (بالإنجليزية: psychosis) أيضًا في ألمانيا منذ عام 1841 في الأصل بمعنى عام جدًا. إن اللاحقة (osis-) تعني في هذه الحالة «حالة غير طبيعية». قد يأتي هذا المصطلح أو صفته الذهاني (بالإنجليزية: psychotic) للإشارة إلى الاضطرابات العقلية الأكثر حدة ومن ثم على وجه التحديد إلى الحالات أو الاضطرابات العقلية التي تتميز بالهلوسة أو الأوهام أو بمعنى آخر بعيدًا عن الواقع بشكل ملحوظ.
تم إرجاع المصطلح العامي نفسي (بالإنجليزية: psycho) إلى اختصار صفات الاعتلال النفسي من عام 1936 ومن عام 1942 كاختصار لاسم معتل نفسيا (بالإنجليزية: psychopath) ولكنه يستخدم أيضًا كاختصار للتعبير عن الشخص الذهاني أو الشخص المجنون.
تستخدم وسائل الإعلام عادةً مصطلح معتل نفسيا (بالإنجليزية: psychopath) للإشارة إلى أي مجرم تكون جرائمه بغيضة وغير طبيعية بشكل خاص، ولكن هذا ليس المعنى الحقيقي النفسي الأصلي أو العام للمصطلح المذكور.

### الاعتلال الاجتماعي
تم استخدام السابقة اجتماعي (بالإنجليزية: -socio)بشكل شائع في الكلمات المركبة منذ حوالي عام 1880. ربما تم تقديم مصطلح الاعتلال الاجتماعي (بالإنجليزية: sociopathy) لأول مرة في عام 1909 في ألمانيا من قبل الطبيب النفسي البيولوجي كارل بيرنباوم وفي عام 1930 في الولايات المتحدة بواسطة عالم النفس التربوي جورج إي بارتريدج كبديل لمفهوم الاعتلال النفسي (بالإنجليزية: psychopathy). تم استخدام هذا المصطلح للإشارة إلى أن السمة المميزة هي انتهاك للأعراف الاجتماعية أو السلوك المعادي للمجتمع وقد تكون اجتماعية أو بيولوجية في الأصل.
يستخدم المصطلح بطرق مختلفة ومتنوعة في الاستخدام المعاصر. ذكر روبرت هير في كتابه العلمي الشهير ثعابين في بذلات Snakes in Suits أن الاعتلال الاجتماعي والاعتلال النفسي غالبًا ما يستخدمان بالتبادل لكن في بعض الحالات يُفضل مصطلح الاعتلال الاجتماعي لأنه أقل احتمالية من الخلط بين المصابين بالاعتلال النفسي والمصابين بالذهان، بينما في حالات أخرى المصطلحان يمكن استخدامها بمعانٍ مختلفة تعكس آراء المستخدم حول أصول ومحددات الاضطراب. ادعى هير أن مصطلح الاعتلال الاجتماعي هو المصطلح المفضل من قبل أولئك الذين يرون أن الأسباب تعود إلى العوامل الاجتماعية والبيئية في وقت مبكر في حين أن مصطلح الاعتلال النفسي هو المصطلح المفضل من قبل أولئك الذين يعتقدون أن الأسباب تعود إلى عوامل نفسية وبيولوجية وراثية معنية بالإضافة إلى العوامل البيئية. يقدم هير أيضًا تعريفاته الخاصة: فهو يصف الاعتلال النفسي psychopathy بأنه ليس كافتقار الإحساس بالتعاطف أو الأخلاق في حين يصف أن الشخص المصاب بالاعتلال الاجتماعي sociopathy يختلف عن الشخص العادي فقط من حيث الصواب والخطأ.

### الأسلاف
إن الكتابات القديمة التي ارتبطت بسمات الاعتلال النفسي تشمل سفر التثنية 21: 18-21 والتي كُتبت حوالي 700 قبل الميلاد، ووصف الفيلسوف اليوناني ثيوفراستس لرجل عديم الضمير حوالي 300 قبل الميلاد.
تم ربط مفهوم الاعتلال النفسي بشكل غير مباشر بأوائل القرن التاسع عشر مع عمل بينيل («الهوس بدون هذيان» في عام 1801) وعمل جيمس كاولز بريشارد («الجنون الأخلاقي» في عام 1835) على الرغم من أن المؤرخين قد شوهوا إلى حد كبير فكرة التكافؤ المباشر. وصف الاعتلال النفسي في الأصل أي مرض يصيب العقل لكنه وجد تطبيقه على مجموعة فرعية ضيقة من الحالات العقلية عندما استخدم في نهاية القرن التاسع عشر من قبل الطبيب النفسي الألماني يوليوس كوخ (1891) لوصف الخلل السلوكي والأخلاقي المختلف في غياب مرض عقلي واضح أو إعاقة ذهنية. قام بتطبيق مصطلح دونية الاعتلال النفسي (بالألمانية: psychopathischen Minderwertigkeiten) على مختلف الحالات المزمنة واضطرابات الشخصية وسيؤثر عمله هذا على المفهوم اللاحق لاضطراب الشخصية.
إن مصطلح مصاب بالاعتلال النفسي جاء في ذلك الوقت ليستخدم لوصف مجموعة متنوعة من السلوك المختل أو غير الاجتماعي والانحرافات العقلية والجنسية بما في ذلك الشذوذ الجنسي. غالبًا ما كان هذا المصطلح يستخدم للإشارة إلى أصل «دستوري» أو وراثي. من المحتمل أن تكون الأوصاف المبكرة المتباينة قد مهدت الطريق للجدل الحديث حول تعريف الاعتلال النفسي.

### القرن العشرين

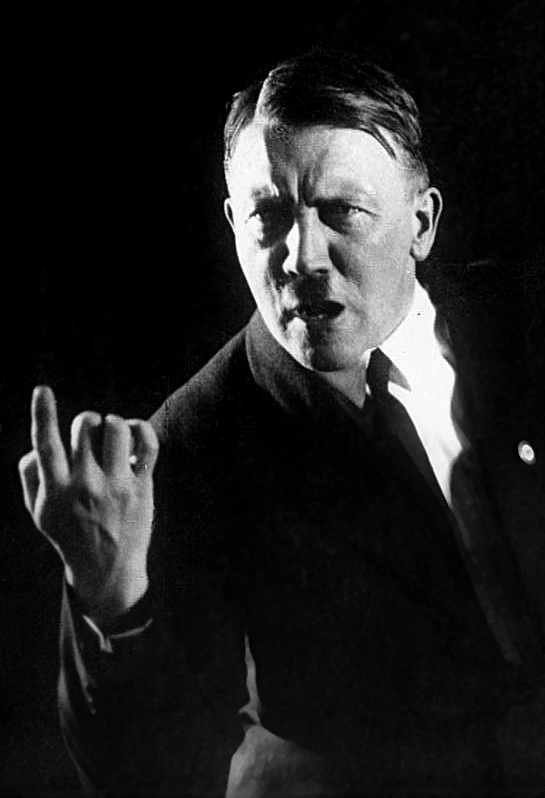
وصف المحلل النفسي والتر سي لانجر أدولف هتلر بأنه «معتل نفسيا وعصبيا».

كان الطبيب النفسي الأمريكي هيرفي كليكلي شخصية مؤثرة في تشكيل المفاهيم الأمريكية الحديثة للاعتلال النفسي. في كتابه الكلاسيكي قناع العقل The Mask of Sanity (الصادر في عام 1941) اعتمد كليكلي على سلسلة صغيرة من دراسات الحالة الحية للمرضى النفسيين في مستشفى إدارة المحاربين القدامى في جورجيا لوصف الاضطراب. استخدم كليكلي استعارة «القناع» للإشارة إلى ميل المصابين بالاعتلال النفسي للظهور بثقة وأناقة وانضباط جيد مقارنة مع معظم المرضى النفسيين مع الكشف عن الأمراض الكامنة من خلال أفعالهم بمرور الوقت. صاغ كليكلي ستة عشر معيارًا لوصف الاضطراب. كان للطبيب النفسي الإسكتلندي ديفيد هندرسون أيضًا تأثيرًا في أوروبا منذ عام 1939 في تضييق نطاق التشخيص.
كان للفئة التشخيصية لشخصية الاعتلال الاجتماعي في الطبعات المبكرة من الدليل التشخيصي والإحصائي (DSM)  بعض أوجه التشابه الرئيسية مع أفكار كليكلي على الرغم من أنه في عام 1980 عندما أعيدت تسمية اضطراب الشخصية المعادية للمجتمع تمت إزالة بعض افتراضات الشخصية الأساسية. في عام 1980 قدم عالم النفس الكندي روبرت دي هير تدبير بديل «قائمة تدقيق هير للاعتلال النفسي» والتي تستند إلى حد كبير على معايير كليكلي ولقد تم تعديل قائمة تدقيق هير للاعتلال النفسي في عام 1991 ليصبح اسمها (قائمة تدقيق هير للاعتلال النفسي - المنقحة) وهو الأكثر استخداما على نطاق واسع من أجل قياس الاعتلال النفسي. هناك أيضًا العديد من اختبارات التقرير الذاتي مع استخدام قائمة جرد شخصية الاعتلال النفسي (جرد الشخصية المعتلة نفسيا) في كثير من الأحيان في أبحاث البالغين المعاصرة.
تم في بعض الأحيان تشخيص الأفراد المشهورين وإن كان ذلك عن بعد على أنهم مرضى نفسيون. كمثال واحد من بين العديد من الأمثلة الممكنة من التاريخ في نسخة عام 1972 من تقرير سري أعد في الأصل لمكتب الخدمات الإستراتيجية في عام 1943 والذي ربما كان من المفترض استخدامه كدعاية  غير طبي اقترح المحلل النفسي والتر سي لانجر أن أدولف هتلر كان مصابا بالاعتلال النفسي ومع ذلك لم يتوصل آخرون إلى هذا الاستنتاج؛ يجادل عالم النفس الشرعي السريري جلين والترز بأن تصرفات هتلر لا تستدعي تشخيص الاعتلال النفسي لأنه على الرغم من أنه أظهر العديد من خصائص الإجرام إلا أنه لم يكن دائمًا متمحورًا حول الذات أو يتجاهل المشاعر بقسوة أو يفتقر إلى التحكم في الانفعالات ولا يوجد دليل على أنه لا يستطيع التعلم من الاخطاء.

## روابط خارجية
- دليل الاعتلال النفسي 2007 على كتب جوجل.
- قناع العقل، الطبعة الخامسة 1988
- بدون ضمير الموقع الرسمي للدكتور روبرت باي
- الاعتلال النفسي في قاعدة بيانات الدراسات الفلسفية الأكاديمية Philpapers
- فهم المعتل نفسيا: التعريفات الأساسية والبحث
- مفارقات الاعتلال النفسي في زمن الطب النفسي The Paradox of Psychopathy Psychiatric Times ، 2007
- في عقل الطبيعة القاتلة ، 2001
- "Can A Test Really Tell Who's A Psychopath?". npr.org. الإذاعة الوطنية العامة. مؤرشف من الأصل في 2021-01-26. NPR audio, text and expert panel report, 2011
- ماذا يعلمنا المعتلون نفسيا عن كيفية النجاح في مجلة Scientific American ، أكتوبر 2012
- «عندما يكون طفلك مختل عقليا» في المحيط الأطلسي

### باللغات الأجنبية
1. 1 2 3 4 5 6 7  Patrick، Christopher؛ Fowles، Don؛ Krueger، Robert (أغسطس 2009). "Triarchic conceptualization of psychopathy: Developmental origins of disinhibition, boldness, and meanness". مطبعة جامعة كامبريدج. Cambridge, England. ج. 21 ع. 3: 913–938. DOI:10.1017/S0954579409000492. PMID:19583890.
2. ↑  Hare، Robert D. (1999). روبرت د. هير. New York City: Guilford Press. ISBN:978-1572304512.
3. ↑  Stone، Michael H.؛ Brucato، Gary (2019). The New Evil: Understanding the Emergence of Modern Violent Crime. Amherst, New York: Prometheus Books. ص. 48–52. ISBN:978-1633885325.
4. 1 2 3 4 5 6 7 8 9 10 11 12 13 14 15 16 17 18 19 20 21 22 23 24 25 26 27 28 29 30 31 32 33 34 35 36 37 38 39 40 41 42 43 44 45 46 47 48 49 50  Skeem، Jennifer L.؛ Polaschek، Devon L.L.؛ Patrick، Christopher J.؛ Lilienfeld، Scott O. (15 ديسمبر 2011). "Psychopathic Personality: Bridging the Gap Between Scientific Evidence and Public Policy". سيج للنشر. Thousand Oaks, California. ج. 12 ع. 3: 95–162. DOI:10.1177/1529100611426706. PMID:26167886. مؤرشف من الأصل في 2016-02-22.
5. ↑  Partridge، George E. (يوليو 1930). "Current Conceptions of Psychopathic Personality". الجمعية الأمريكية للأطباء النفسيين. Philadelphia, Pennsylvania. ج. 1 ع. 87: 53–99. DOI:10.1176/ajp.87.1.53.
6. 1 2 3  Semple، David (2005). The Oxford Handbook of Psychiatry. Oxford, England: دار نشر جامعة أكسفورد. ص. 448–9. ISBN:978-0-19-852783-1.
7. 1 2 3 4 5  Hare، Robert D. (1 فبراير 1996). "Psychopathy and Antisocial Personality Disorder: A Case of Diagnostic Confusion". MJH Associates. New York City. ج. 13 ع. 2. مؤرشف من الأصل في 2013-05-28.
8. ↑  Hare، Robert D.؛ Hart، Stephen D.؛ Harpur، Timothy J. (1991). "Psychopathy and the DSM-IV criteria for antisocial personality disorder". Journal of Abnormal Psychology. ج. 100 ع. 3: 391–8. DOI:10.1037/0021-843X.100.3.391. PMID:1918618. مؤرشف من الأصل في 2020-08-06.
9. ↑  Hare، Robert D.؛ Hart، Stephen D.؛ Harpur، Timothy J. (1991). "Psychopathy and the DSM-IV criteria for antisocial personality disorder". Journal of Abnormal Psychology. ج. 100 ع. 3: 391–8. DOI:10.1037/0021-843X.100.3.391. PMID:1918618. مؤرشف من الأصل في 2020-08-06.
10. 1 2 3  Andrade، Joel (23 مارس 2009). Handbook of Violence Risk Assessment and Treatment: New Approaches for Mental Health Professionals. New York City: Springer Publishing Company. ISBN:978-0-8261-9904-1. مؤرشف من الأصل في 2021-01-25. اطلع عليه بتاريخ 2014-01-05.
11. 1 2  "Hare Psychopathy Checklist". Encyclopedia of Mental Disorders. مؤرشف من الأصل في 2013-09-04. اطلع عليه بتاريخ 2013-09-04.
12. 1 2  Delisi، Matt؛ Vaughn، Michael G.؛ Beaver، Kevin M.؛ Wright، John Paul (2009). "The Hannibal Lecter Myth: Psychopathy and Verbal Intelligence in the MacArthur Violence Risk Assessment Study". شبغنكا. New York City. ج. 32 ع. 2: 169–77. DOI:10.1007/s10862-009-9147-z.
13. ↑  Hare، Robert D. (1999). Without Conscience: The Disturbing World of the Psychopaths Among Us. New York City: Guilford Press. ص. 22. ISBN:978-1-57230-451-2. مؤرشف من الأصل في 2021-02-26.
14. ↑  Harris، Grant T.؛ Rice، Marnie E.؛ Quinsey، Vernon L. (1994). "Psychopathy as a taxon: Evidence that psychopaths are a discrete class". Journal of Consulting and Clinical Psychology. ج. 62 ع. 2: 387–97. DOI:10.1037/0022-006X.62.2.387. PMID:8201078.
15. ↑  Marcus، David K.؛ John، Siji L.؛ Edens، John F. (2004). "A Taxometric Analysis of Psychopathic Personality". جمعية علم النفس الأمريكية. Washington, D.C. ج. 113 ع. 4: 626–35. DOI:10.1037/0021-843X.113.4.626. PMID:15535794.
16. ↑  Edens، John F.؛ Marcus، David K. (2006). "Psychopathic, Not Psychopath: Taxometric Evidence for the Dimensional Structure of Psychopathy" (PDF). جمعية علم النفس الأمريكية. Washington, D.C. ج. 115 ع. 1: 131–44. DOI:10.1037/0021-843X.115.1.131. PMID:16492104. مؤرشف من الأصل في 2021-01-28.
17. ↑  Edens، John F.؛ Marcus، David K.؛ Lilienfeld، Scott O.؛ Poythress، Norman G., Jr. (2006). "Psychopathic, Not Psychopath: Taxometric Evidence for the Dimensional Structure of Psychopathy" (PDF). جمعية علم النفس الأمريكية. Washington, D.C. ج. 115 ع. 1: 131–44. DOI:10.1037/0021-843X.115.1.131. PMID:16492104. مؤرشف من الأصل (PDF) في 2020-11-23.{{استشهاد بدورية محكمة}}:  صيانة الاستشهاد: أسماء متعددة: قائمة المؤلفين (link)
18. ↑  Derefinko، Karen J. (ديسمبر 2015). "Psychopathy and Low Anxiety: Meta-Analytic Evidence for the Absence of Inhibition, Not Affect". جون وايلي وأولاده. New York City. ج. 83 ع. 6: 693–709. DOI:10.1111/jopy.12124. PMID:25130868.
19. ↑  Widiger، Thomas A.؛ Lynam، Donald R. (2002). "Psychopathy and the Five-Factor Model of Personality". في Millon، Theodore؛ Simonsen، Erik؛ Birket-Smith، Morten؛ Davis، Roger D. (المحررون). Psychopathy: Antisocial, Criminal, and Violent Behavior. New York: Guilford Press. ص. 171–87. ISBN:978-1-57230-864-0.
20. ↑  Zuckerman، Marvin (1991). Psychobiology of personality. Cambridge, England: مطبعة جامعة كامبريدج. ص. 390. ISBN:978-0-521-35942-9.
21. 1 2  Otto F.، Kernberg (2004). Aggressivity, Narcissism, and Self-Destructiveness in the Psychotherapeutic Relationship: New Developments in the Psychopathology and Psychotherapy of Severe Personality Disorders. New Haven, Connecticut: مطبعة جامعة ييل. ص. 130–153. ISBN:978-0-300-10180-5.
22. ↑  Paulhus، Delroy L.؛ Williams، Kevin M. (ديسمبر 2002). "The Dark Triad of Personality". إلزيفير. New York City. ج. 36 ع. 6: 556–563. DOI:10.1016/S0092-6566(02)00505-6.
23. ↑  Regoli، Robert M.؛ Hewitt، John D.؛ DeLisi، Matt (2011). Delinquency in Society: The Essentials. Burlington, Massachusetts: Jones & Bartlett Learning. ص. 99. ISBN:978-0-7637-7790-6. مؤرشف من الأصل في 2020-08-20.
24. ↑  Campbell، W. Keith؛ Miller، Joshua D. (2011). The Handbook of Narcissism and Narcissistic Personality Disorder: Theoretical Approaches, Empirical Findings, and Treatments. New York City: جون وايلي وأولاده. ص. 154. ISBN:978-1-118-02924-4. مؤرشف من الأصل في 2020-08-19.
25. ↑  Leary، Mark R.؛ Hoyle، Rick H. (2009). Handbook of individual differences in social behavior. New York City: Guilford Press. ص. 100. ISBN:978-1-59385-647-2. مؤرشف من الأصل في 2020-08-20.
26. ↑  Jones، Daniel N.؛ Paulhus، Delroy L. (2010). "Differentiating the Dark Triad within the interpersonal circumplex". في Horowitz، Leonard M.؛ Strack، Stephen (المحررون). Handbook of interpersonal theory and research. New York City: Guilford Press. ص. 249–67. ISBN:978-1118001868.
27. ↑  Chabrol H.؛ Van Leeuwen N.؛ Rodgers R.؛ Sejourne N. (2009). "Contributions of psychopathic, narcissistic, Machiavellian, and sadistic personality traits to juvenile delinquency". Personality and Individual Differences. ج. 47 ع. 7: 734–739. DOI:10.1016/j.paid.2009.06.020. مؤرشف من الأصل في 2022-07-17.
28. ↑  Buckels، E. E.؛ Jones, D. N.؛ Paulhus, D. L. (2013). "Behavioral confirmation of everyday sadism". Psychological Science. ج. 24 ع. 11: 2201–9. DOI:10.1177/0956797613490749. PMID:24022650.
29. ↑  Benjamin، Sadock؛ Virginia، Sadock؛ Pedro، Ruiz (2017). Kaplan and Sadock's Comprehensive Textbook of Psychiatry (2 Volume Set) (ط. 10th). ISBN:978-1451100471.
30. ↑  Lewis، Dorothy؛ Yeager، Catherine؛ Blake، Pamela؛ Bard، Barbara؛ Strenziok، Maren (2004). "Ethics Questions Raised by the Neuropsychiatric, Neuropsychological, Educational, Developmental, and Family Characteristics of 18 Juveniles Awaiting Execution in Texas". J Am Acad Psychiatry Law. ج. 32 ع. 4: 408–429. PMID:15704627.
31. ↑  Walters، GD (أبريل 2004). "The trouble with psychopathy as a general theory of crime". International Journal of Offender Therapy and Comparative Criminology. ج. 48 ع. 2: 133–48. DOI:10.1177/0306624X03259472. PMID:15070462.
32. ↑  Martens، WH (يونيو 2008). "The problem with Robert Hare's psychopathy checklist: incorrect conclusions, high risk of misuse, and lack of reliability". Medicine and Law. ج. 27 ع. 2: 449–62. PMID:18693491.
33. ↑  Baskin-Sommers، A؛ Stuppy-Sullivan، AM؛ Buckholtz، JW (2016). "Psychopathic individuals exhibit but do not avoid regret during counterfactual decision making". Proc Natl Acad Sci U S A. ج. 113 ع. 50: 14438–14443. DOI:10.1073/pnas.1609985113. PMC:5167137. PMID:27911790.
34. 1 2  de Almeida، Rosa Maria Martins؛ Cabral، João Carlos Centurion؛ Narvaes، Rodrigo (2015). "Behavioural, hormonal and neurobiological mechanisms of aggressive behaviour in human and nonhuman primates". Physiology & Behavior. ج. 143: 121–135. DOI:10.1016/j.physbeh.2015.02.053. PMID:25749197.
35. ↑  Patrick، Christopher J، المحرر (2005). Handbook of Psychopathy. New York City: Guilford Press. ص. 440–3. ISBN:978-1593855918.
36. 1 2 3  Coid، Jeremy؛ Yang، Min؛ Ullrich، Simone؛ Roberts، Amanda؛ Moran، Paul؛ Bebbington، Paul؛ Brugha، Traolach؛ Jenkins، Rachel؛ Farrell، Michael (مايو 2009). "Psychopathy among prisoners in England and Wales". إلزيفير. Amsterdam, Netherland. ج. 32 ع. 3: 134–41. DOI:10.1016/j.ijlp.2009.02.008. PMID:19345418. مؤرشف من الأصل في 2016-04-13. اطلع عليه بتاريخ 2016-04-01.
37. ↑  Walters، Glenn D. (أبريل 2004). "The Trouble with Psychopathy as a General Theory of Crime". سيج للنشر. Thousand Oaks, California. ج. 48 ع. 2: 133–148. DOI:10.1177/0306624X03259472. PMID:15070462. مؤرشف من الأصل في 2015-11-19.
38. 1 2 3 4  Neumann، Craig S.؛ Hare، Robert D. (2008). "Psychopathic traits in a large community sample: Links to violence, alcohol use, and intelligence" (PDF). Journal of Consulting and Clinical Psychology. ج. 76 ع. 5: 893–9. DOI:10.1037/0022-006X.76.5.893. PMID:18837606. مؤرشف من الأصل (PDF) في 2011-12-03.
39. ↑  Glenn، Andrea L.؛ Raine، Adrian (يوليو 2009). "Psychopathy and instrumental aggression: Evolutionary, neurobiological, and legal perspectives". إلزيفير. New York City. ج. 32 ع. 4: 253–258. DOI:10.1016/j.ijlp.2009.04.002. ISSN:0160-2527. PMID:19409615. مؤرشف من الأصل في 2016-04-18. اطلع عليه بتاريخ 2016-04-08.
40. 1 2  Walsh، Zach؛ Swogger، Marc T.؛ Walsh، Tiffany؛ Kosson، David S. (ديسمبر 2007). "Psychopathy and violence: increasing specificity". شبغنكا. New York City. ج. 63 ع. 4: 125–132. DOI:10.1007/BF03061075. PMC:2817979. PMID:20148183.
41. 1 2  Woodworth، Michael؛ Porter، Stephen (2002). "In cold blood: Characteristics of criminal homicides as a function of psychopathy". جمعية علم النفس الأمريكية. Philadelphia, Pennsylvania. ج. 111 ع. 3: 436–45. DOI:10.1037/0021-843X.111.3.436. PMID:12150419.
42. ↑  Swogger، Marc T.؛ Walsh، Zach؛ Kosson، David S. (مايو 2007). "Domestic violence and psychopathic traits: distinguishing the antisocial batterer from other antisocial offenders". جون وايلي وأولاده. New York City. ج. 33 ع. 3: 253–260. DOI:10.1002/ab.20185. PMID:17444531.
43. ↑  Heilbrun، Kirk (2005). "Violence Risk: From Prediction to Management". في Carson، David؛ Bull، Ray (المحررون). Handbook of Psychology in Legal Contexts. ص. 127–42. DOI:10.1002/0470013397.ch5. ISBN:978-0-470-01339-7.
44. ↑  Mills، Jeremy F.؛ Kroner، Daryl G.؛ Morgan، Robert D. (2011). "Psychopathic Traits". Clinician's Guide to Violence Risk Assessment. New York City: Guilford Press. ص. 55–64. ISBN:978-1-60623-985-8.
45. ↑  Yang، Min؛ Wong، Stephen C. P.؛ Coid، Jeremy (2010). "The efficacy of violence prediction: A meta-analytic comparison of nine risk assessment tools". جمعية علم النفس الأمريكية. Washington, D.C. ج. 136 ع. 5: 740–67. DOI:10.1037/a0020473. PMID:20804235.
46. ↑  "A comparative study of violence risk assessment tools: a systematic review and metaregression analysis of 68 studies involving 25,980 participants". مطبعة بيرغامون. Oxfordshire, England. ج. 31 ع. 3: 499–513. أبريل 2011. DOI:10.1016/j.cpr.2010.11.009. PMID:21255891.
47. ↑  Franklin، Karen (19 يونيو 2011). "Violence risk meta-meta: Instrument choice does matter: Despite popularity, psychopathy test and actuarials not superior to other prediction methods". forensicpsychologist.blogspot.co.uk. مؤرشف من الأصل في 2013-09-23.
48. ↑  Singh، Jay P.؛ Martin، Grann؛ Seena، Fazel (2 سبتمبر 2013). "Authorship Bias in Violence Risk Assessment? A Systematic Review and Meta-Analysis". المكتبة العامة للعلوم. San Francisco, California. ج. 8 ع. 9: e72484. Bibcode:2013PLoSO...872484S. DOI:10.1371/journal.pone.0072484. PMC:3759386. PMID:24023744.{{استشهاد بدورية محكمة}}:  صيانة الاستشهاد: دوي مجاني غير معلم (link)
49. ↑  Morton، Robert J. "Serial Murder". مكتب التحقيقات الفيدرالي. مؤرشف من الأصل في 2010-10-28. اطلع عليه بتاريخ 2011-01-01.
50. ↑  Porter، Stephen؛ Brinke، Leanne؛ Wilson، Kevin (2009). "Crime profiles and conditional release performance of psychopathic and non-psychopathic sexual offenders". Legal and Criminological Psychology. ج. 14 ع. 1: 109–18. DOI:10.1348/135532508X284310.
51. ↑  Williams، Kevin M.؛ Cooper، Barry S.؛ Howell، Teresa M.؛ Yuille، John C.؛ Paulhus، Delroy L. (2008). "Inferring Sexually Deviant Behavior from Corresponding Fantasies: The Role of Personality and Pornography Consumption". Criminal Justice and Behavior. ج. 36 ع. 2: 198–22. DOI:10.1177/0093854808327277. مؤرشف من الأصل في 2020-08-01.
52. ↑  Porter، Stephen؛ Woodworth، Michael؛ Earle، Jeff؛ Drugge، Jeff؛ Boer، Douglas (2003). "Characteristics of sexual homicides committed by psychopathic and nonpsychopathic offenders". Law and Human Behavior. ج. 27 ع. 5: 459–70. DOI:10.1023/A:1025461421791. PMID:14593792.
53. ↑  Hildebrand, Martin; de Ruiter, Corine; de Vogel, Vivienne (2004). "Psychopathy and Sexual Deviance in Treated Rapists: Association With Sexual and Nonsexual Recidivism". Sexual Abuse: A Journal of Research and Treatment (بالإنجليزية). 16 (1): 1–24. DOI:10.1177/107906320401600101. ISSN:1079-0632. PMID:15017823. Archived from the original on 2020-06-16.
54. ↑  Hawes, Samuel W.; Boccaccini, Marcus T.; Murrie, Daniel C. (2013). "Psychopathy and the combination of psychopathy and sexual deviance as predictors of sexual recidivism: Meta-analytic findings using the Psychopathy Checklist—Revised". Psychological Assessment (بالإنجليزية). 25 (1): 233–243. DOI:10.1037/a0030391. ISSN:1939-134X. PMID:23088204. Archived from the original on 2020-08-25.
55. ↑  Levenson، Jill S.؛ Morin، John W. (2000). Treating Non-offending Parents in Child Sexual Abuse Cases. SAGE. ص. 7. ISBN:978-0-7619-2192-9.
56. ↑  Edens John F (2010). "Inter-rater reliability of the PCL-R total and factor scores among psychopathic sex offenders: are personality features more prone to disagreement than behavioral features?". Behavioral Sciences. ج. 28 ع. 1: 106–119. DOI:10.1002/bsl.918. PMID:20101592.
57. ↑  Häkkänen-Nyholm، Helinä؛ Nyholm، Jan-Olof، المحررون (2012). Psychopathy and Law: A Practitioners Guide. John Wiley & Sons. ص. 177. ISBN:978-0-470-97238-0.
58. ↑  Horgan، John (2005). The Psychology of Terrorism. Routledge. ص. 49. ISBN:978-0-7146-5262-7.
59. 1 2  Gao، Yu؛ Raine، Adrian (مارس 2010). "Successful and unsuccessful psychopaths: a neurobiological model". Behavioral Sciences & the Law. ج. 28 ع. 2: 194–210. DOI:10.1002/bsl.924. PMID:20422645.
60. ↑  Robert Hare. "Psychopathy Scales: PCL:YV". Without Conscience. مؤرشف من الأصل في 2014-08-10. اطلع عليه بتاريخ 2014-01-05.
61. ↑  Robert Hare. "Psychopathy Scales: APSD". Without Conscience. مؤرشف من الأصل في 2013-11-03. اطلع عليه بتاريخ 2014-01-05.
62. ↑  Bartels, M.; Hudziak, J. J.; Oord, E. J. C. G. van den; Beijsterveldt, C. E. M. van; Rietveld, M. J. H.; Boomsma, D. I. (1 Sep 2003). "Co-occurrence of Aggressive Behavior and Rule-Breaking Behavior at Age 12: Multi-Rater Analyses". Behavior Genetics (بالإنجليزية). 33 (5): 607–621. DOI:10.1023/a:1025787019702. ISSN:0001-8244. PMID:14574136. Archived from the original on 2020-10-14.
63. ↑  Roose، Annelore؛ Bijttebier، Patricia؛ Van der Oord، Saskia؛ Claes، Laurence؛ Lilienfeld، Scott O. (1 يناير 2013). "Psychopathic Traits in Youth and Associations with Temperamental Features". Journal of Individual Differences. ج. 34 ع. 1: 1–7. DOI:10.1027/1614-0001/a000090. ISSN:1614-0001.
64. ↑  Hyde، Luke W.؛ Waller، Rebecca؛ Trentacosta، Christopher J.؛ Shaw، Daniel S.؛ Neiderhiser، Jenae M.؛ Ganiban، Jody M.؛ Reiss، David؛ Leve، Leslie D. (8 أبريل 2016). "Heritable and Nonheritable Pathways to Early Callous-Unemotional Behaviors". American Journal of Psychiatry. ج. 173 ع. 9: 903–910. DOI:10.1176/appi.ajp.2016.15111381. ISSN:0002-953X. PMC:5008992. PMID:27056607.
65. 1 2  "The Science of Preventing Dangerous Psychopathy". World of Psychology (بالإنجليزية الأمريكية). 21 Jan 2017. Archived from the original on 2018-02-16. Retrieved 2018-02-16.
66. ↑  Hawes, Samuel W.; Byrd, Amy L.; Waller, Rebecca; Lynam, Donald R.; Pardini, Dustin A. (1 Jan 2017). "Late childhood interpersonal callousness and conduct problem trajectories interact to predict adult psychopathy". Journal of Child Psychology and Psychiatry (بالإنجليزية). 58 (1): 55–63. DOI:10.1111/jcpp.12598. ISSN:1469-7610. PMC:5340563. PMID:27516046.
67. ↑  Hinshaw, S. P., & Lee, S. S. (2003). Conduct and oppositional defiant disorders. In E. J. Mash & R. A. Barkley (Eds.), Child psychopathology (pp. 144-198). New York: Guilford Press.
68. ↑  American Psychiatric Association (2013). Diagnostic and Statistical Manual of Mental Disorders (ط. Fifth). Arlington, VA: American Psychiatric Publishing. ص. 659. ISBN:978-0-89042-555-8. مؤرشف من الأصل في 2021-02-24.
69. ↑  "Highlights of Changes from DSM-IV-TR to DSM-5" (PDF). DSM-5 Development. American Psychiatric Association. 2013. مؤرشف من الأصل (PDF) في 2013-10-19. اطلع عليه بتاريخ 2014-01-05.
70. 1 2  "Protect – Watch Your Head". The Franklin Institute Online. The Franklin Institute. 2004. مؤرشف من الأصل في 2013-07-08. اطلع عليه بتاريخ 2013-07-10.
71. 1 2  Archives of General Psychiatry, February 1, 2000[تحقق من المصدر]
72. 1 2  Nature Neuroscience, November 1999[تحقق من المصدر]
73. 1 2  Blair، R.J.R (2008). "The amygdala and ventromedial prefrontal cortex: Functional contributions and dysfunction in psychopathy". Philosophical Transactions of the Royal Society B: Biological Sciences. ج. 363 ع. 1503: 2557–65. DOI:10.1098/rstb.2008.0027. PMC:2606709. PMID:18434283.
74. 1 2  Craig، M C؛ Catani، M؛ Deeley، Q؛ Latham، R؛ Daly، E؛ Kanaan، R؛ Picchioni، M؛ McGuire، P K؛ Fahy، T؛ Murphy، D G M (2009). "Altered connections on the road to psychopathy". Molecular Psychiatry. ج. 14 ع. 10: 946–53, 907. DOI:10.1038/mp.2009.40. PMID:19506560.
75. 1 2 3  Hare، Robert D.؛ Neumann، Craig S. (2008). "Psychopathy as a Clinical and Empirical Construct" (PDF). Annual Review of Clinical Psychology. ج. 4 ع. 1: 217–46. DOI:10.1146/annurev.clinpsy.3.022806.091452. PMID:18370617. مؤرشف من الأصل (PDF) في 2013-09-14.
76. ↑  Sharratt، Kafhryn (22 فبراير 2019). "Clarifying the Relationship between Psychopathy and Intelligence Using Four Dimensions of the WASI-II" (PDF). Deviant Behavior. ج. 41 ع. 5: 619–627. DOI:10.1080/01639625.2019.1582968. مؤرشف من الأصل (PDF) في 2021-01-26.
77. ↑  Nickerson، Sherry. "Brain Abnormalities in Psychopaths: A Meta-Analysis". North American Journal of Psychology. ج. 16: 63–77.
78. ↑  Yang، Yaling؛ Raine، Adrian؛ Narr، Katherine L.؛ Colletti، Patrick؛ Toga، Arthur W. (سبتمبر 2009). "Localization of Deformations Within the Amygdala in Individuals With Psychopathy". Archives of General Psychiatry. ج. 66 ع. 9: 986–994. DOI:10.1001/archgenpsychiatry.2009.110. ISSN:0003-990X. PMC:3192811. PMID:19736355.
79. ↑  Decety, J., & Skelly, L. (2013). The neural underpinnings of the experience of empathy: Lessons for psychopathy. In K. N. Ochsner and S. M. Kosslyn (Eds.), The Oxford Handbook of Cognitive Neuroscience – Volume 2 (pp. 228-243). New York: Oxford University Press.
80. 1 2  Kiehl K. A. (2006). "A cognitive neuroscience perspective on psychopathy: Evidence for paralimbic system dysfunction". Psychiatry Research. ج. 142 ع. 2–3: 107–128. DOI:10.1016/j.psychres.2005.09.013. PMC:2765815. PMID:16712954.
81. ↑  Blair، R.J. (1995). "A cognitive developmental approach to morality: investigating the psychopath" (PDF). Cognition. ج. 57 ع. 1: 1–29. DOI:10.1016/0010-0277(95)00676-p. PMID:7587017. مؤرشف من الأصل (PDF) في 2013-07-21.
82. 1 2 3 4  Blair، R. J. R. (2003). "Neurobiological basis of psychopathy". The British Journal of Psychiatry. ج. 182 ع. 1: 5–7. DOI:10.1192/bjp.182.1.5. PMID:12509310.
83. 1 2  "Psychopathy" by Quinton 2006
84. ↑  Blair، R.J.؛ E. Colledge, D.G. Mitchell (2001a). "Somatic markers and response reversal: is there orbitofrontal cortex dysfunction in boys with psychopathic tendencies?". Journal of Abnormal Child Psychology. ج. 29 ع. 6: 499–511. DOI:10.1023/A:1012277125119. PMID:11761284.
85. ↑  Blair، R. J.؛ D.G. Mitchell, R.A. Richell؛ وآخرون (2002). "Turning a deaf ear to fear: impaired recognition of vocal affect in psychopathic individuals". Journal of Abnormal Psychology. ج. 111 ع. 4: 682–686. DOI:10.1037/0021-843x.111.4.682. PMID:12428783. مؤرشف من الأصل في 2020-10-12.
86. ↑  Stevens، D.؛ T. Charman, R.J. Blair (2001). "Recognition of emotion in facial expressions and vocal tones in children with psychopathic tendencies". Journal of Genetic Psychology. ج. 162 ع. 2: 201–11. DOI:10.1080/00221320109597961. PMID:11432605.
87. ↑  Decety L., Skelly L. R., Yoder K. J., Kiehl K.؛ Skelly؛ Yoder؛ Kiehl (2014). "Neural processing of dynamic facial expressions in psychopaths". Social Neuroscience. ج. 9 ع. 1: 36–49. DOI:10.1080/17470919.2013.866905. PMC:3970241. PMID:24359488.{{استشهاد بدورية محكمة}}:  صيانة الاستشهاد: أسماء متعددة: قائمة المؤلفين (link)
88. ↑  Dawel A., O'Kearney R., McKone E., Palermo R.؛ o’Kearney؛ McKone؛ Palermo (2012). "Not just fear and sadness: Meta-analytic evidence of pervasive emotion recognition deficits for facial and vocal expressions in psychopathy". Neuroscience and Biobehavioral Reviews. ج. 36 ع. 10: 2288–2304. DOI:10.1016/j.neubiorev.2012.08.006. PMID:22944264.{{استشهاد بدورية محكمة}}:  صيانة الاستشهاد: أسماء متعددة: قائمة المؤلفين (link)
89. ↑  Dawel، Amy؛ O'Kearney، Richard؛ McKone، Elinor؛ Palermo، Romina (1 نوفمبر 2012). "Not just fear and sadness: meta-analytic evidence of pervasive emotion recognition deficits for facial and vocal expressions in psychopathy". Neuroscience and Biobehavioral Reviews. ج. 36 ع. 10: 2288–2304. DOI:10.1016/j.neubiorev.2012.08.006. ISSN:1873-7528. PMID:22944264.
90. 1 2  Koenigs، M.؛ Kruepke، M.؛ Zeier، J.؛ Newman، J. P. (2011). "Utilitarian moral judgment in psychopathy". Social Cognitive and Affective Neuroscience. ج. 7 ع. 6: 708–14. DOI:10.1093/scan/nsr048. PMC:3427868. PMID:21768207.
91. ↑  Young، Liane؛ Koenigs، Michael؛ Kruepke، Michael؛ Newman، Joseph P. (2012). "Psychopathy increases perceived moral permissibility of accidents" (PDF). Journal of Abnormal Psychology. ج. 121 ع. 3: 659–67. DOI:10.1037/a0027489. PMC:4603562. PMID:22390288. مؤرشف من الأصل (PDF) في 2013-04-06.
92. 1 2 3 4  Glenn، Andrea L.؛ Kurzban، Robert؛ Raine، Adrian (2011). "Evolutionary theory and psychopathy". Aggression and Violent Behavior. ج. 16 ع. 5: 371–380. DOI:10.1016/j.avb.2011.03.009.
93. ↑  Patrick، Christopher J، المحرر (2005). Handbook of Psychopathy. Guilford Press. ص. 234, 240.
94. 1 2 3  Hare، Robert D. (1999). Without Conscience: The Disturbing World of the Psychopaths Among Us. New York: Guilford Press. ISBN:978-1-57230-451-2. مؤرشف من الأصل في 2023-01-24.[بحاجة لرقم الصفحة]
95. ↑  Wallisch، Pascal (17 نوفمبر 2014). "Psychopaths in our midst — what you should know". Elsevier Connect. Elsevier B.V. مؤرشف من الأصل في 2016-04-23. اطلع عليه بتاريخ 2016-04-10.
96. ↑  Koenigs، Michael (2012). "The role of prefrontal cortex in psychopathy". Reviews in the Neurosciences. ج. 23 ع. 3: 253–62. DOI:10.1515/revneuro-2012-0036. PMC:3937069. PMID:22752782.
97. 1 2 3  Sörman, Karolina (2015). The Psychopathy Construct in a Swedish Context - Conceptualization and Validation of Different Assessments (PDF) (بالإنجليزية). Stockholm: Karolinska Institutet. p. 29. ISBN:978-91-7549-910-9. Archived from the original (PDF) on 2015-04-15. Retrieved 2016-04-27.
98. ↑  Buss، David M. (2009). "How Can Evolutionary Psychology Successfully Explain Personality and Individual Differences?". Perspectives on Psychological Science. ج. 4 ع. 4: 359–66. DOI:10.1111/j.1745-6924.2009.01138.x. PMID:26158983. S2CID:2565416.
99. ↑  Leedom، Liane J.؛ Almas، Linda Hartoonian (ديسمبر 2012). "Is psychopathy a disorder or an adaptation?". Frontiers in Psychology. ج. 3: 549. DOI:10.3389/fpsyg.2012.00549. PMC:3573869. PMID:23424583.{{استشهاد بدورية محكمة}}:  صيانة الاستشهاد: دوي مجاني غير معلم (link)
100. ↑  Smith، Sarah Francis؛ Lilienfeld، Scott O. (2015). "The response modulation hypothesis of psychopathy: A meta-analytic and narrative analysis". Psychological Bulletin. ج. 141 ع. 6: 1145–1177. DOI:10.1037/bul0000024. ISSN:1939-1455. PMID:26302165.
101. ↑  Patrick, Christopher J. (Editor) Handbook of Psychopathy (2005). Chapter 3: Other Theoretical Models of Psychopathy, Ronald Blackburn, Page 39 نسخة محفوظة 19 أغسطس 2020 على موقع واي باك مشين.
102. ↑  Dadds، Mark؛ وآخرون (2010). "Learning to 'talk the talk': the relationship of psychopathic traits to deficits in empathy across childhood". The Journal of Child Psychology and Psychiatry. ج. 50 ع. 5: 599–606. DOI:10.1111/j.1469-7610.2008.02058.x. PMID:19445007.
103. ↑  Weber، Sabrina؛ Habel، Ute؛ Amunts، Katrin؛ Schneider، Frank (2008). "Structural brain abnormalities in psychopaths—a review". Behavioral Sciences & the Law. ج. 26 ع. 1: 7–28. DOI:10.1002/bsl.802. PMID:18327824.
104. ↑  Yang، Y.؛ Raine، A. (2009). "Prefrontal Structural and Functional Brain Imaging findings in Antisocial, Violent, and Psychopathic Individuals: A Meta-Analysis". Psychiatry Research. ج. 174 ع. 2: 81–88. DOI:10.1016/j.pscychresns.2009.03.012. PMC:2784035. PMID:19833485.
105. ↑  Pridmore، Saxby؛ Chambers، Amber؛ McArthur، Milford (2005). "Neuroimaging in psychopathy". Australian and New Zealand Journal of Psychiatry. ج. 39 ع. 10: 856–65. DOI:10.1111/j.1440-1614.2005.01679.x. PMID:16168013.
106. ↑  Sophia, Wellons (2012). "The Devil in the Boardroom: Corporate Psychopaths and Their Impact on Business". PURE Insights (بالإنجليزية). 1 (1). Archived from the original on 2018-02-16.
107. 1 2  Glenn، Andrea L.؛ Raine، Adrian (2008). "The Neurobiology of Psychopathy". Psychiatric Clinics of North America. ج. 31 ع. 3: 463–75, vii. DOI:10.1016/j.psc.2008.03.004. PMID:18638646.
108. ↑  Beauchaine، Theodore P.؛ Klein، Daniel N.؛ Crowell، Sheila E.؛ Derbidge، Christina؛ Gatzke-Kopp، Lisa (2009). "Multifinality in the development of personality disorders: A Biology × Sex × Environment interaction model of antisocial and borderline traits". Development and Psychopathology. ج. 21 ع. 3: 735–70. DOI:10.1017/S0954579409000418. PMC:2709751. PMID:19583882.
109. ↑  Gollan، Jackie K.؛ Lee، Royce؛ Coccaro، Emil F. (2005). "Developmental psychopathology and neurobiology of aggression". Development and Psychopathology. ج. 17 ع. 4: 1151–71. DOI:10.1017/S0954579405050546. PMID:16613435.
110. ↑  "Neurobiology of impulsive aggression: Focus on serotonin and the orbitofrontal cortex". The Cambridge handbook of violent behavior and aggression. New York: Cambridge University Press. 2007. ص. 170–86. ISBN:978-0-521-60785-8.
111. ↑  Van Goozen، Stephanie H. M.؛ Fairchild، Graeme؛ Snoek، Heddeke؛ Harold، Gordon T. (2007). "The evidence for a neurobiological model of childhood antisocial behavior". Psychological Bulletin. ج. 133 ع. 1: 149–82. DOI:10.1037/0033-2909.133.1.149. PMID:17201574.
112. ↑  Glenn، Andrea L. (يناير 2011). "The other allele: Exploring the long allele of the serotonin transporter gene as a potential risk factor for psychopathy: A review of the parallels in findings". Neuroscience & Biobehavioral Reviews. ج. 35 ع. 3: 612–620. DOI:10.1016/j.neubiorev.2010.07.005. PMC:3006062. PMID:20674598.
113. ↑  van de Giessen، Elsmarieke؛ Rosell، Daniel R.؛ Thompson، Judy L.؛ Xu، Xiaoyan؛ Girgis، Ragy R.؛ Ehrlich، Yosefa؛ Slifstein، Mark؛ Abi-Dargham، Anissa؛ Siever، Larry J. (نوفمبر 2014). "Serotonin transporter availability in impulsive aggressive personality disordered patients: A PET study with [11C]DASB". Journal of Psychiatric Research. ج. 58: 147–154. DOI:10.1016/j.jpsychires.2014.07.025. PMID:25145808.
114. ↑  Line، Samantha J.؛ Barkus، Chris؛ Rawlings، Nancy؛ Jennings، Katie؛ McHugh، Stephen؛ Sharp، Trevor؛ Bannerman، David M. (ديسمبر 2014). "Reduced sensitivity to both positive and negative reinforcement in mice over-expressing the 5-hydroxytryptamine transporter". European Journal of Neuroscience. ج. 40 ع. 12: 3735–3745. DOI:10.1111/ejn.12744. PMC:4737229. PMID:25283165.
115. ↑  Dunlop، Boadie W.؛ DeFife، Jared A.؛ Marx، Lauren؛ Garlow، Steven J.؛ Nemeroff، Charles B.؛ Lilienfeld، Scott O. (1 نوفمبر 2011). "The Effects of Sertraline on Psychopathic Traits". International Clinical Psychopharmacology. ج. 26 ع. 6: 329–337. DOI:10.1097/YIC.0b013e32834b80df. ISSN:0268-1315. PMC:3202964. PMID:21909028.
116. ↑  Dolan، Mairead C.؛ Anderson، Ian M. (1 يونيو 2003). "The relationship between serotonergic function and the Psychopathy Checklist: Screening Version". Journal of Psychopharmacology (Oxford, England). ج. 17 ع. 2: 216–222. DOI:10.1177/0269881103017002011. ISSN:0269-8811. PMID:12870570.
117. ↑  Yildirim، Bariş O. (أغسطس 2013). "Systematic review, structural analysis, and new theoretical perspectives on the role of serotonin and associated genes in the etiology of psychopathy and sociopathy". Neuroscience & Biobehavioral Reviews. ج. 37 ع. 7: 1254–1296. DOI:10.1016/j.neubiorev.2013.04.009. PMID:23644029. مؤرشف من الأصل في 2016-10-06. اطلع عليه بتاريخ 2016-03-07.
118. ↑  Josephs، Robert A.؛ Telch، Michael J.؛ Hixon، J. Gregory؛ Evans، Jacqueline J.؛ Lee، Hanjoo؛ Knopik، Valerie S.؛ McGeary، John E.؛ Hariri، Ahmad R.؛ Beevers، Christopher G. (1 يونيو 2012). "Genetic and hormonal sensitivity to threat: Testing a serotonin transporter genotype × testosterone interaction". Psychoneuroendocrinology. ج. 37 ع. 6: 752–761. DOI:10.1016/j.psyneuen.2011.09.006. ISSN:0306-4530. PMC:3262096. PMID:21978869.
119. ↑  Buckholtz، Joshua W؛ Treadway، Michael T؛ Cowan، Ronald L؛ Woodward، Neil D؛ Benning، Stephen D؛ Li، Rui؛ Ansari، M Sib؛ Baldwin، Ronald M؛ Schwartzman، Ashley N (2010). "Mesolimbic dopamine reward system hypersensitivity in individuals with psychopathic traits". Nature Neuroscience. ج. 13 ع. 4: 419–21. DOI:10.1038/nn.2510. PMC:2916168. PMID:20228805.
120. ↑  Blanchard، Alyson؛ Lyons، Minna (2010). "An investigation into the relationship between digit length ratio (2D: 4D) and psychopathy". The British Journal of Forensic Practice. ج. 12 ع. 2: 23–31. DOI:10.5042/bjfp.2010.0183.
121. ↑  Tikkanen، Roope؛ Auvinen-Lintunen، Laura؛ Ducci، Francesca؛ Sjöberg، Rickard L.؛ Goldman، David؛ Tiihonen، Jari؛ Ojansuu، Ilkka؛ Virkkunen، Matti (2011). "Psychopathy, PCL-R, and MAOA genotype as predictors of violent reconvictions". Psychiatry Research. ج. 185 ع. 3: 382–6. DOI:10.1016/j.psychres.2010.08.026. PMC:3506166. PMID:20850185.
122. ↑  Hook GR (2009). ""Warrior genes" and the disease of being Māori". MAI Review ع. 2: 1–11. مؤرشف من الأصل في 2014-09-07. اطلع عليه بتاريخ 2014-05-07.
123. ↑  "Maori 'warrior gene' claims appalling, says geneticist". News. نيوزيلاند هيرالد News. 10 أغسطس 2006. مؤرشف من الأصل في 2013-02-23. اطلع عليه بتاريخ 2009-01-27.
124. ↑  "Scientist debunks 'warrior gene'". News. NZ Herald News. 12 سبتمبر 2009. مؤرشف من الأصل في 2020-08-07. اطلع عليه بتاريخ 2009-09-11.
125. ↑  Handbook of Personology and Psychopathology Stephen Strack, John Wiley & Sons, 21 Jan 2005. Chapter 15: Psychopathy as a Personality Construct (Ronald Blackburn). نسخة محفوظة 4 نوفمبر 2020 على موقع واي باك مشين.
126. ↑  Thinking about Psychopaths and Psychopathy: Answers to Frequently Asked Questions "What are the differences between the psychopathy definitions designed by Hare and by Cleckley?" Editor: Ellsworth Lapham Fersch. iUniverse, 30 Oct 2006 نسخة محفوظة 19 أغسطس 2020 على موقع واي باك مشين.
127. 1 2 3  Kiehl، Kent A.؛ Hoffman، Morris B. (1 يناير 2011). "The Criminal Psychopath: History, Neuroscience, Treatment, and Economics". Jurimetrics. ج. 51 ع. 4: 355–397. ISSN:0897-1277. PMC:4059069. PMID:24944437.
128. ↑  Minkel، JR (17 يونيو 2010). "Fear Review: Critique of Forensic Psychopathy Scale Delayed 3 Years by Threat of Lawsuit". Scientific America. مؤرشف من الأصل في 2012-03-18.
129. ↑  Walters، Glenn D. (2004). "The Trouble with Psychopathy as a General Theory of Crime". International Journal of Offender Therapy and Comparative Criminology. ج. 48 ع. 2: 133–48. DOI:10.1177/0306624X03259472. PMID:15070462.
130. ↑  Dorothy Otnow Lewis, MD, Catherine A. Yeager, MA, Pamela Blake, MD, Barbara Bard, PhD, and Maren Strenziok, MS Ethics Questions Raised by the Neuropsychiatric, Neuropsychological, Educational, Developmental, and Family Characteristics of 18 Juveniles Awaiting Execution in Texas J Am Acad Psychiatry Law 32:408–29, 2004 نسخة محفوظة 23 نوفمبر 2020 على موقع واي باك مشين.
131. ↑  Miller، A. K.؛ Rufino، K. A.؛ Boccaccini، M. T.؛ Jackson، R. L.؛ Murrie، D. C. (2011). "On Individual Differences in Person Perception: Raters' Personality Traits Relate to Their Psychopathy Checklist-Revised Scoring Tendencies". Assessment. ج. 18 ع. 2: 253–60. DOI:10.1177/1073191111402460. PMID:21393315.
132. ↑  Miller، A. K.؛ Rufino، K. A.؛ Boccaccini، M. T.؛ Jackson، R. L.؛ Murrie، D. C. (2011). "On Individual Differences in Person Perception: Raters' Personality Traits Relate to Their Psychopathy Checklist-Revised Scoring Tendencies". Assessment. ج. 18 ع. 2: 253–60. DOI:10.1177/1073191111402460. PMID:21393315. S2CID:206655518.
133. ↑  Lilienfeld S. O., Widows M. R. (2005). Psychopathic Personality Inventory—Revised (PPI-R) professional manual. Odessa, FL: Psychological Assessment Resources.
134. 1 2 3 4  Blair، J؛ Mitchel D؛ Blair K (2005). Psychopathy, emotion and the brain. Wiley-Blackwell. ص. 25–7. ISBN:978-0-631-23336-7. مؤرشف من الأصل في 2016-03-06.
135. ↑  Nioche, A.; Pham, T.H.; Ducro, C.; De Beaurepaire, C.; Chudzik, L.; Courtois, R.; Réveillère, C. (2010). "Psychopathie et troubles de la personnalité associés : Recherche d'un effet particulier au trouble borderline ?" [Psychopathy and associated personality disorders: Searching for a particular effect of the borderline personality disorder?]. L'Encéphale (بالفرنسية). 36 (3): 253–9. DOI:10.1016/j.encep.2009.07.004. PMID:20620268.
136. 1 2  Hildebrand، Martin؛ De Ruiter، Corine (2004). "PCL-R psychopathy and its relation to DSM-IV Axis I and II disorders in a sample of male forensic psychiatric patients in the Netherlands". International Journal of Law and Psychiatry. ج. 27 ع. 3: 233–48. DOI:10.1016/j.ijlp.2004.03.005. PMID:15177992.
137. ↑  Nedopil، Norbert؛ Hollweg، Matthias؛ Hartmann، Julia؛ Jaser، Robert (1998). "Comorbidity of Psychopathy with Major Mental Disorders". Psychopathy: Theory, Research and Implications for Society. ص. 257–68. DOI:10.1007/978-94-011-3965-6_12. ISBN:978-0-7923-4920-4.
138. ↑  Smith، Stevens S.؛ Newman، Joseph P. (1990). "Alcohol and drug abuse-dependence disorders in psychopathic and nonpsychopathic criminal offenders". Journal of Abnormal Psychology. ج. 99 ع. 4: 430–9. DOI:10.1037/0021-843X.99.4.430. PMID:2266219.
139. 1 2  Kantor، Martin (2006). The Psychopathy of Everyday Life. ص. 107. ISBN:978-0-275-98798-5.
140. ↑  Fontaine, Nathalie M.G.; Rijsdijk, Frühling V.; McCrory, Eamon J.P.; Viding, Essi (2010). "Etiology of Different Developmental Trajectories of Callous-Unemotional Traits". Journal of the American Academy of Child & Adolescent Psychiatry (بالإنجليزية). 49 (7): 656–664. DOI:10.1016/j.jaac.2010.03.014. PMID:20610135.
141. ↑  Wynn، Rolf؛ Høiseth، Marita H؛ Pettersen، Gunn (1 يونيو 2012). "Psychopathy in women: theoretical and clinical perspectives". International Journal of Women's Health. ج. 4: 257–263. DOI:10.2147/IJWH.S25518. ISSN:1179-1411. PMC:3379858. PMID:22723733.{{استشهاد بدورية محكمة}}:  صيانة الاستشهاد: دوي مجاني غير معلم (link)
142. ↑  Eisenbarth، H. (1 مارس 2014). "[Psychopathic personality in women. Diagnostics and experimental findings in the forensic setting and the business world]" (PDF). Der Nervenarzt. ج. 85 ع. 3: 290, 292–294, 296–297. DOI:10.1007/s00115-013-3902-9. ISSN:1433-0407. PMID:24549689. مؤرشف من الأصل (PDF) في 2020-08-06.
143. 1 2 3 4 5  Vien، Anh؛ Beech، Anthony R. (1 يوليو 2006). "Psychopathy: theory, measurement, and treatment". Trauma, Violence & Abuse. ج. 7 ع. 3: 155–174. DOI:10.1177/1524838006288929. ISSN:1524-8380. PMID:16785285.
144. ↑  Dingfelder، Sadie F. (مارس 2004). "Treatment for the 'untreatable'". American Psychological Association. American Psychological Association. مؤرشف من الأصل في 2016-03-08. اطلع عليه بتاريخ 2016-03-12.
145. 1 2  Harris، Grant T.؛ Rice، Marnie E. (2006). "Treatment of Psychopathy: A Review of Empirical Findings". في Patrick، Christopher J. (المحرر). Handbook of psychopathy. New York: Guilford Press. ص. 555–72. ISBN:978-1-59385-591-8.
146. ↑  Gregory، Sarah؛ Blair، R James؛ ffytche، Dominic؛ Simmons، Andrew؛ Kumari، Veena؛ Hodgins، Sheilagh؛ Blackwood، Nigel (فبراير 2015). "Punishment and psychopathy: a case-control functional MRI investigation of reinforcement learning in violent antisocial personality disordered men". The Lancet Psychiatry. ج. 2 ع. 2: 153–160. DOI:10.1016/S2215-0366(14)00071-6. PMID:26359751. مؤرشف من الأصل في 2018-02-09. اطلع عليه بتاريخ 2016-03-12.
147. ↑  "The Hard Sell for Psychopathy Research Funding". Center for Science and Law. Center for Science and Law. مؤرشف من الأصل في 2016-03-10. اطلع عليه بتاريخ 2016-03-10.
148. ↑  Seabrook، John (نوفمبر 2008). "Suffering Souls: The search for the roots of psychopathy". The New Yorker. مؤرشف من الأصل في 2016-03-10. اطلع عليه بتاريخ 2016-03-10.
149. ↑  Beck, Aaron T., Freeman, Arthur, Davis, Denise D. (2006) Cognitive Therapy of Personality Disorders. Second Edition. The Guilford Press. (ردمك 978-1-59385-476-8).
150. ↑  Chivers، Tom (6 أبريل 2014). "Psychopaths: how can you spot one?". The Telegraph. مؤرشف من الأصل في 2015-01-09. اطلع عليه بتاريخ 2015-01-13.
151. ↑  Bonn، Scott A. (أغسطس 2014). "Psychopathic Criminals Cannot Be Cured". Psychology Today. Sussex Publishers, LLC. مؤرشف من الأصل في 2023-02-20. اطلع عليه بتاريخ 2016-03-12.
152. ↑  Nussbaum، Abraham (2013). The Pocket Guide to the DSM-5 Diagnostic Exam. Arlington, VA: American Psychiatric Publishing. ISBN:978-1-58562-466-9. مؤرشف من الأصل في 2020-08-19. اطلع عليه بتاريخ 2014-01-05.
153. ↑  Mayo Clinic staff (12 أبريل 2013). "Antisocial personality disorder: Treatments and drugs". Mayo Clinic. Mayo Foundation for Medical Education and Research. مؤرشف من الأصل في 2013-11-10. اطلع عليه بتاريخ 2013-12-17.
154. ↑  Brown، Darcy؛ Larkin، Fintan؛ Sengupta، amratS؛ Romero-Ureclay، Jose L.؛ Ross، Callum C.؛ Gupta، Nitin؛ Vinestock، Morris؛ Das، Mrigendra (أكتوبر 2014). "Clozapine: an effective treatment for seriously violent and psychopathic men with antisocial personality disorder in a UK high-security hospital". CNS Spectrums. ج. 19 ع. 5: 391–402. DOI:10.1017/S1092852914000157. PMC:4255317. PMID:24698103.
155. ↑  Khalifa، Najat R.؛ Gibbon، Simon؛ Völlm، Birgit A.؛ Cheung، Natalie H.-Y.؛ McCarthy، Lucy (3 سبتمبر 2020). "Pharmacological interventions for antisocial personality disorder". The Cochrane Database of Systematic Reviews. ج. 9: CD007667. DOI:10.1002/14651858.CD007667.pub3. ISSN:1469-493X. PMID:32880105. مؤرشف من الأصل في 2020-12-22.
156. ↑  Mary Ellen O’Toole, Ph.D.; Matt Logan, Ph.D.; and Sharon Smith, Ph.D.. Looking Behind the Mask: Implications for Interviewing Psychopaths in FBI Law Enforcement Bulletin, July 2012, p. 14.
157. ↑  The Mental Health Act (UK) Reforming The Mental Health Act, Part II, High risk patients نسخة محفوظة 2005-11-17 على موقع واي باك مشين. Accessed June 26, 2006
158. ↑  See Section 1 of the act here نسخة محفوظة 2015-04-23 على موقع واي باك مشين..
159. ↑  Paul Harrison؛ John Geddes (18 يوليو 2005). Lecture Notes: Psychiatry. Blackwell Publishing. ص. 163–165. ISBN:978-1-4051-1869-9. مؤرشف من الأصل في 2021-01-25.
160. ↑  "Sexual Predators - Sexual Psychopath Laws". Law Library - American Law and Legal Information. Net Industries. مؤرشف من الأصل في 2016-04-16. اطلع عليه بتاريخ 2016-04-05.
161. ↑  Hacker، Frederick J.؛ Frym، Marcel (ديسمبر 1955). "The Sexual Psychopath Act In Practice: A Critical Discussion". California Law Review. ج. 43 ع. 5: 766–80. DOI:10.2307/3478417. JSTOR:3478417. مؤرشف من الأصل في 2016-04-16. اطلع عليه بتاريخ 2016-04-05.
162. 1 2  Nathan James, Kenneth R. Thomas, Cassandra Foley. Commitment of Sexually Dangerous Persons. July 2, 2007. Congressional Research Service. "Archived copy" (PDF). مؤرشف من الأصل (PDF) في 2012-11-05. اطلع عليه بتاريخ 2012-06-23.{{استشهاد ويب}}:  صيانة الاستشهاد: الأرشيف كعنوان (link)
163. ↑  Polaschek، Devon L.L.؛ Daly، Tadhg E. (سبتمبر 2013). "Treatment and psychopathy in forensic settings". Aggression and Violent Behavior. ج. 18 ع. 5: 592–603. DOI:10.1016/j.avb.2013.06.003.
164. ↑  Cooke، David J.؛ Michie، Christine؛ Hart، Stephen D.؛ Hare، Robert D. (1999). "Evaluating the Screening Version of the Hare Psychopathy Checklist—Revised (PCL: SV): An Item Response Theory Analysis". Psychological Assessment. ج. 11 ع. 1: 3–13. DOI:10.1037/1040-3590.11.1.3. مؤرشف من الأصل في 2020-08-06.
165. ↑  "Frequently asked questions". Psychopath Test. مؤرشف من الأصل في 2021-01-06. اطلع عليه بتاريخ 2019-07-15.
166. ↑  Coid J, Yang M, Ullrich S, Roberts A, Hare RD؛ Yang؛ Ullrich؛ Roberts؛ Hare (2009). "Prevalence and correlates of psychopathic traits in the household population of Great Britain" (PDF). International Journal of Law and Psychiatry. ج. 32 ع. 2: 65–73. DOI:10.1016/j.ijlp.2009.01.002. PMID:19243821. مؤرشف من الأصل (PDF) في 2020-11-23.{{استشهاد بدورية محكمة}}:  صيانة الاستشهاد: أسماء متعددة: قائمة المؤلفين (link)
167. 1 2  Hare، R. D. (2003). Manual for the Revised Psychopathy Checklist (ط. 2nd). Toronto, ON, Canada: Multi-Health Systems.[بحاجة لرقم الصفحة]
168. ↑  Assadi، Seyed Mohammad؛ Noroozian، Maryam؛ Pakravannejad، Mahdi؛ Yahyazadeh، Omid؛ Aghayan، Shahrokh؛ Shariat، Seyed Vahid؛ Fazel، Seena (فبراير 2006). "Psychiatric morbidity among sentenced prisoners: prevalence study in Iran". The British Journal of Psychiatry. ج. 188 ع. 2: 159–164. DOI:10.1192/bjp.188.2.159. PMID:16449704.
169. ↑  "A disturbing number of bosses are psychopaths". The Independent (بالإنجليزية البريطانية). 13 Sep 2016. Archived from the original on 2018-02-16. Retrieved 2018-02-16.
170. 1 2  Board، Belinda Jane؛ Fritzon، Katarina (2005). "Disordered personalities at work". Psychology, Crime & Law. ج. 11 ع. 1: 17–32. DOI:10.1080/10683160310001634304.
171. ↑  Hare, R. D 1994, ‘Predators: The Disturbing World of the Psychopaths among Us’, Psychology Today, vol. 27, no. 1, pp. 54–61.
172. ↑  Baibak, P; Hare, R. D ثعابين في بذلات العمل (2007).
173. ↑  Hare R D Without Conscience: The Disturbing World of the Psychopaths Among Us 1993, chapter “White Collar Psychopaths"
174. ↑  Boddy, C. R. Corporate Psychopaths: Organizational Destroyers (2011).
175. ↑  Boddy. C. R (2005) "’The Implications for Business Performance and Corporate Social Responsibility of Corporate Psychopaths" in 2nd International Conference on Business Performance and Corporate Social Responsibility, ed. M. Hopkins, Middlesex University Business School, London
176. ↑  Walker, I. 2005, Psychopaths in Suits, Australian Broadcasting Corporation
177. ↑  Babiak، Paul؛ Neumann، Craig S؛ Hare، Robert D (أبريل 2010). "Corporate psychopathy: Talking the walk". Behavioral Sciences & the Law. ج. 28 ع. 2: 174–93. DOI:10.1002/bsl.925. PMID:20422644.
178. ↑  aJames، O (2013)، Office Politics: How to Thrive in a World of Lying, Backstabbing and Dirty Tricks.
179. ↑  "If you're succeeding under a bully boss, you may be a psychopath". Ladders | Business News & Career Advice (بالإنجليزية الأمريكية). Archived from the original on 2018-02-16. Retrieved 2018-02-16.
180. ↑  "Flourishing under an abusive boss? You may be a psychopath, study shows". ScienceDaily (بالإنجليزية). Archived from the original on 2018-02-16. Retrieved 2018-02-16.
181. ↑  "An abusive boss is bad news for your work life — unless you're a psychopath". Business Insider. مؤرشف من الأصل في 2018-02-16. اطلع عليه بتاريخ 2018-02-16.
182. ↑  Neumann، Craig S. "Will the Real Psychopath Please Stand Up?". research.unt.edu. University of North Texas. مؤرشف من الأصل في 2016-05-08. اطلع عليه بتاريخ 2016-04-23.
183. 1 2  Wenzel، المحرر (2017). The SAGE Encyclopedia of Abnormal and Clinical Psychology. Thousand Oaks, California: SAGE Publications. ص. 2744. ISBN:9781483365824. OCLC:982958263.
184. ↑  "Psychopathy", Online Etymology Dictionary نسخة محفوظة 2012-01-13 على موقع واي باك مشين. Retrieved August 1st 2011
185. ↑  Online Etymology Dictionary: Psychopathic نسخة محفوظة 2012-08-23 على موقع واي باك مشين. Retrieved January 21st 2012
186. ↑  Online Etymology Dictionary: Psychopath نسخة محفوظة 2013-09-20 على موقع واي باك مشين. Retrieved January 21st 2012
187. ↑  Online Etymology Dictionary: Pathological نسخة محفوظة 2012-08-23 على موقع واي باك مشين. Retrieved January 21st 2012
188. ↑  Medlineplus Psychopath نسخة محفوظة 2014-01-06 على موقع واي باك مشين. or Psychopathy نسخة محفوظة 2014-01-06 على موقع واي باك مشين. Retrieved January 21st 2012
189. ↑  Medilexicon powered by Stedman's, part of Lippincott Williams & Wilkins Psychopath نسخة محفوظة 2013-04-04 على موقع واي باك مشين. Retrieved January 21st 2012
190. ↑  Burgy، M. (2008). "The Concept of Psychosis: Historical and Phenomenological Aspects". Schizophrenia Bulletin. ج. 34 ع. 6: 1200–10. DOI:10.1093/schbul/sbm136. PMC:2632489. PMID:18174608.
191. ↑  "psycho | Origin and meaning of psycho by Online Etymology Dictionary". etymonline.com. مؤرشف من الأصل في 2012-08-23.
192. ↑  "Psycho". Dictionary.com. مؤرشف من الأصل في 2020-09-19. اطلع عليه بتاريخ 2013-09-07.
193. ↑  Lykken، David T. (1995). The Antisocial Personalities. ISBN:978-0-8058-1941-0.[بحاجة لرقم الصفحة]
194. 1 2  Rutter، Steve (2007). The Psychopath: Theory, Research, and Practice. New Jersey: Lawrence Erlbaum Associates. ص. 37. ISBN:978-0-8058-6079-5.
195. ↑  "socio- | Origin and meaning of prefix socio- by Online Etymology Dictionary". etymonline.com. مؤرشف من الأصل في 2012-08-22.
196. ↑  Current Conceptions of Psychopathic Personality G. E. Partridge, The American Journal of Psychiatry. 1930 July; 1(87):53–99 نسخة محفوظة 16 نوفمبر 2018 على موقع واي باك مشين.
197. ↑  International Handbook on Psychopathic Disorders and the Law, Volume 1, Alan Felthous, Henning Sass, 15 Apr 2008 نسخة محفوظة 29 سبتمبر 2020 على موقع واي باك مشين.
198. ↑  Psychopathy in the Treatment of Forensic Psychiatric Patients: Assessment, Prevalence, Predictive Validity, and Clinical Implications Martin Hildebrand, Rozenberg Publishers, 16 Jun 2005 نسخة محفوظة 29 سبتمبر 2020 على موقع واي باك مشين.
199. ↑  Epitome of Current Literature: Current Conceptions of Psychopathic Disorder by Partridge, G.E. نسخة محفوظة 2015-10-01 على موقع واي باك مشين., M. Hamblin Smith, The British Journal of Psychiatry (1930) 76: 838
200. ↑  Hare، Robert (2006). Snakes in Suits: When Psychopaths Go To Work. New York, NY: HarperCollins Publishers. ISBN:978-0-06-083772-3. مؤرشف من الأصل في 2021-10-13.
201. ↑  Skilling، TA؛ GT Harris؛ ME Rice؛ VL Quinsey (مارس 2002). "Identifying persistently antisocial offenders using the Hare Psychopathy Checklist and DSM antisocial personality disorder criteria". Psychological Assessment. ج. 14 ع. 1: 27–38. DOI:10.1037/1040-3590.14.1.27. PMID:11911046.
202. ↑  Berrios، G.E. (1999). "Classic Text No. 37: J. C. Prichard and the concept of 'moral insanity'". History of Psychiatry. ج. 10 ع. 37: 111–26. DOI:10.1177/0957154X9901003706. PMID:11623816.
203. ↑  Berrios، G.E. (1993). "European views on personality disorders: A conceptual history". Comprehensive Psychiatry. ج. 34 ع. 1: 14–30. DOI:10.1016/0010-440X(93)90031-X. PMID:8425387.
204. ↑  Bluglass، R (1994). "Who's psychopathic now? A recent report has few new solutions and calls for more research". BMJ. ج. 309 ع. 6958: 826. DOI:10.1136/bmj.309.6958.826. PMC:2541046. PMID:7950601.
205. ↑  Antisocial personality disorder نسخة محفوظة 2012-02-11 على موقع واي باك مشين. – Diagnostic and Statistical Manual of Mental Disorders Fourth edition Text Revision (DSM-IV-TR) American Psychiatric Association (2000) pp. 645–650
206. ↑  "Psychopathic traits differ between cultures, experts claim". The Independent (بالإنجليزية البريطانية). 12 Feb 2018. Archived from the original on 2018-02-16. Retrieved 2018-02-16.
207. ↑  Craig، Leam؛ Browne، Kevin؛ Beech، Anthony R. (2008). Assessing Risk in Sex Offenders. John Wiley and Sons. ص. 117. ISBN:978-0-470-01898-9.
208. ↑  The Shadow Warriors: OSS and the Origins of the CIA Bradley F Smith. Times Books. 1983
209. ↑  Klara Hitler's Son: Reading the Langer Report on Hitler's Mind Spark, Clare L. Social Thought and Research, Volume 22, Number 1&2 (1999), pp. 113-137 نسخة محفوظة 6 أغسطس 2020 على موقع واي باك مشين.
210. ↑  Langer، Walter C. (1972) [1943]. The Mind of Adolf Hitler: The Secret Wartime Report. New York: Basic Books. ص. 126. ISBN:978-0-465-04620-1.
211. ↑  Walters، Glenn D. (2006). "Hitler the Psychopath". Lifestyle Theory: Past, Present, and Future. Nova Publishers. ص. 42–3. ISBN:978-1-60021-033-4.